# Liste der Kulturdenkmale in Anger-Crottendorf
Die Liste der Kulturdenkmale in Anger-Crottendorf enthält die Kulturdenkmale des Leipziger Stadt- und Ortsteils Anger-Crottendorf, die in der Denkmalliste vom Landesamt für Denkmalpflege Sachsen mit Stand vom 20. Juni 2013 erfasst wurden.

## Legende
- Bild: Bild des Kulturdenkmals, ggf. zusätzlich mit einem Link zu weiteren Fotos des Kulturdenkmals im Medienarchiv Wikimedia Commons. Wenn man auf das Kamerasymbol klickt, können Fotos zu Kulturdenkmalen aus dieser Liste hochgeladen werden:
- Bezeichnung: Denkmalgeschützte Objekte und ggf. Bauwerksname des Kulturdenkmals
- Lage: Straßenname und Hausnummer oder Flurstücknummer des Kulturdenkmals. Die Grundsortierung der Liste erfolgt nach dieser Adresse. Der Link (Karte) führt zu verschiedenen Kartendiensten mit der Position des Kulturdenkmals. Fehlt dieser Link, wurden die Koordinaten noch nicht eingetragen. Sind diese bekannt, können sie über ein Tool mit einer Kartenansicht einfach nachgetragen werden. In dieser Kartenansicht sind Kulturdenkmale ohne Koordinaten mit einem roten bzw. orangen Marker dargestellt und können durch Verschieben auf die richtige Position in der Karte mit Koordinaten versehen werden. Kulturdenkmale ohne Bild sind an einem blauen bzw. roten Marker erkennbar.
- Datierung: Baubeginn, Fertigstellung, Datum der Erstnennung oder grobe zeitliche Einordnung entsprechend des Eintrags in der sächsischen Denkmaldatenbank
- Beschreibung: Kurzcharakteristik des Kulturdenkmals entsprechend des Eintrags in der sächsischen Denkmaldatenbank, ggf. ergänzt durch die dort nur selten veröffentlichten Erfassungstexte oder zusätzliche Informationen
- ID: Vom Landesamt für Denkmalpflege Sachsen vergebene, das Kulturdenkmal eindeutig identifizierende Objekt-Nummer. Der Link führt zum PDF-Denkmaldokument des Landesamtes für Denkmalpflege Sachsen. Bei ehemaligen Kulturdenkmalen können die Objektnummern unbekannt sein und deshalb fehlen bzw. die Links von aus der Datenbank entfernten Objektnummern ins Leere führen. Ein ggf. vorhandenes Icon  führt zu den Angaben des Kulturdenkmals bei Wikidata.

## Liste der Kulturdenkmale in Anger-Crottendorf
| Bild                                    | Bezeichnung | Lage                                                   | Datierung | Beschreibung | ID       |
| --------------------------------------- | --- | ------------------------------------------------------ | --- | --- | -------- |
| Weitere Bilder                          | Volkshain Stünz: Parkanlage (Volkspark) | (Karte)                                                | 1894–1898 | Parkanlage mit Kastanienallee und altem Gehölzbestand sowie Brunnen. Schöpfer: Stadtgartendirektor Wittenberg. Gartenkünstlerisch und ortsentwicklungsgeschichtlich von Bedeutung | 09292463 |
| Direkt Bild zu diesem Denkmal hochladen | Mietshäuser einer Wohnanlage, mit Vorgärten | Adlershelmstraße 1; 2; 3; 4; 5; 6 (Karte)              | 1930 (Mietshaus) | zeittypische Putzfassade, Terrazzo im Eingangsbereich, baugeschichtlich von Bedeutung | 09264314 |
| Weitere Bilder                          | Handschwengelpumpe mit Brunnenschacht und Abdeckplatte | Bernhardstraße (Karte)                                 | 1890 (Handschwengelpumpe) | vor Nummer 7, Typ Delphin, ortsgeschichtlich von Bedeutung | 09294859 |
|                                         | Mietshaus in ehemals geschlossener Bebauung | Bernhardstraße 1 (Karte)                               | um 1890 (Mietshaus) | mit Tordurchfahrt, mit Laden, historisierende Putzfassade, baugeschichtlich von Bedeutung | 09291862 |
| Weitere Bilder                          | Mietshaus in ehemals geschlossener Bebauung | Bernhardstraße 5 (Karte)                               | um 1875 (Mietshaus) | mit Tordurchfahrt, Putzfassade, Schablonenmalerei in der Tordurchfahrt, baugeschichtlich von Bedeutung | 09261044 |
|                                         | Mietshaus in geschlossener Bebauung | Bernhardstraße 9 (Karte)                               | um 1880 (Mietshaus) | mit Tordurchfahrt und Laden, Putzfassade, geätzte Treppenhausfenster, Ladenfront teilweise original, Lage: gegenüber Straßeneinmündung Grüne Straße, baugeschichtlich von Bedeutung | 09291863 |
|                                         | Mietshaus in geschlossener Bebauung | Bernhardstraße 10 (Karte)                              | 1875 (Mietshaus) | Putzfassade mit Sandsteingliederung, baugeschichtlich von Bedeutung | 09291870 |
| Weitere Bilder                          | Mietshaus in geschlossener Bebauung | Bernhardstraße 12 (Karte)                              | um 1895 (Mietshaus) | mit Tordurchfahrt, Klinkerfassade, Holzpaneele in der Tordurchfahrt, 3. Obergeschoss ehemals Fassadenmalerei, baugeschichtlich von Bedeutung | 09291864 |
|                                         | Mietshaus in ehemals geschlossener Bebauung und Hinterhaus | Bernhardstraße 13 (Karte)                              | 1888–1889 (Mietshaus), 1889 (Hinterhaus) | Vorderhaus mit Tordurchfahrt, Putzfassade, geätzte Treppenhausfenster, markante Lage im Straßenknick, baugeschichtlich von Bedeutung Bernhardstraße 13/15/17, Anger-Crottendorf, 09261046, 09161047, 09261048 Die Mietshausgruppe entstand 1898 auf Grundlage der im Jahr zuvor von Architekt E. August Stehmann eingereichten Pläne. Maurermeister Carl Germann fungierte zunächst als Bauherr, übergab die Grundstücke in neue Hände, noch bevor mit den Arbeiten begonnen wurde. Im März erwarben Zimmermeister Heinrich Born das Grundstück Nummer 13, Tischlermeister Heinrich August Mahler die Nummer 15 und das Haus 17 der Bauunternehmer Carl August Zimmermann gemeinsam mit Tischlermeister Heinrich August Mahler. Im Frühsommer wurden für die Häuser 13 und 15 Hintergebäude beantragt, wodurch sich die Tordurchfahrten notwendig machten. Eine besondere städtebauliche Bedeutung erhalten die verputzten Gründerzeitfassaden durch den Knick im Straßenverlauf. Zeittypisch sind die aufwendigere Gestaltung der beiden ersten Obergeschosse, der insgesamt reiche Stuckdekor einschließlich der Konsolen am Traufgesims sowie das vor dem Umbau zu einem Vollgeschoss ursprünglich mit Schiefer gedeckte Mansardgeschoss. Alle drei Grundstücke erfuhren in den Folgejahren zahlreiche Eigentümerwechsel. Die Häuser 15 und 17 mit prägender Gestaltung der beiden ersten Obergeschosse durch feingliedrigen gründerzeitlichen Stuckdekor über den Fenstern. Abbruch Nummer 17 und Nummer 15 mit Hinterhaus im Sommer 2010 nach Teileinsturz, Nummer 13 wurde saniert und besitzt ein sehr schönes dreiteiliges Tor sowie weit vorstehende Fensterverdachungen auf schlanken Konsolen, bereits 1943–1944 Umbau des Ladens zu Wohnzwecken. LfD/2010 | 09261046 |
|                                         | Mietshaus in ehemals geschlossener Bebauung | Bernhardstraße 20 (Karte)                              | um 1880 (Mietshaus) | mit Tordurchfahrt, Putzfassade, baugeschichtlich von Bedeutung | 09264319 |
|                                         | Mietshaus in geschlossener Bebauung | Bernhardstraße 26 (Karte)                              | um 1875 (Mietshaus) | Putzfassade mit reicher Stuckgliederung, baugeschichtlich von Bedeutung | 09294961 |
|                                         | Mietshaus in geschlossener Bebauung | Bernhardstraße 28 (Karte)                              | 1895/1900 (Mietshaus) | mit Tordurchfahrt, mit Laden, Putz-Klinker-Fassade, baugeschichtlich von Bedeutung | 09260734 |
|                                         | Mietshaus in geschlossener Bebauung | Bernhardstraße 30 (Karte)                              | um 1890 (Mietshaus) | mit Tordurchfahrt, Putzfassade, preußische Kappen in der Tordurchfahrt, baugeschichtlich von Bedeutung | 09261017 |
|                                         | Mietshaus in geschlossener Bebauung in Ecklage | Bernhardstraße 32 (Karte)                              | 1888–1890 (Mietshaus) | mit Eckladen, Putzfassade, Eingangsbereich Kreuzgratgewölbe, baugeschichtlich von Bedeutung Heinrich Petzold und Karl Lenke schlossen einen Architektenvertrag mit August Hempel für die Errichtung eines Eckwohngebäudes zur Roßbachstraße, das zwischen November 1888 und August 1890 zur Ausführung kam. Drei Wohnungen pro oberer Etage waren konzipiert nebst zwei Wohnungen im Erdgeschoss, davon jene an der Ecke mit Ladenlokal. Ein zweiter Ladeneinbau neben der Haustür rechts erfolgte 1895. Im Jahr 1996 Beantragung Sanierung und Dachgeschossausbau für den Leipziger Peter Großmann durch Architekt Dr. Hilmar Kolbmüller. Zur Besitzerfolge ergänzend: Friederike Hedwig verw. Hennig geb. Domitzschke (ab 1905), später Lehrer Johannes Konrad Hennig, Kolonialwarenhändler Karl Oswald Großmann (ab 1929). Der markante Historismusbau in wirkungsvoller Ecklage mit klassischer Fensterreihung, Akzentuierung der Seiten und der verbrochenen Ecke durch schwach vortretende Risalite, Horizontalgliederung durch mehrere Gesimse und Konsol- bzw. Zahnschnittfriese. Zur erhaltenen Ausstattung gehören u. a. die zweiflüglige Hauseingangstür mit Oberlicht sowie das Treppenhaus. Markanter Eckbau im geschlossenen Mietshauskarree, baugeschichtlich von Bedeutung. LfD/2012 | 09294734 |
|                                         | Mietshaus in geschlossener Bebauung in Ecklage | Bernhardstraße 34 (Karte)                              | um 1890 (Mietshaus) | mit Hausdurchgang und ehemals Eckladen, Putzfassade, baugeschichtlich von Bedeutung | 09290766 |
|                                         | Mietshaus in geschlossener Bebauung | Bernhardstraße 36 (Karte)                              | um 1880 (Mietshaus) | mit Tordurchfahrt, Putzfassade, preußische Kappen in der Tordurchfahrt, baugeschichtlich von Bedeutung | 09294955 |
|                                         | Mietshaus in geschlossener Bebauung | Bernhardstraße 38 (Karte)                              | um 1885 (Mietshaus) | mit Tordurchfahrt, Putzfassade, baugeschichtlich von Bedeutung | 09290765 |
|                                         | Mietshaus in geschlossener Bebauung | Bernhardstraße 42 (Karte)                              | um 1900 (Mietshaus) | Klinkerfassade, Holzpaneele und Stuck im Eingangsbereich, bleiverglaste Treppenhausfenster, baugeschichtlich von Bedeutung | 09291865 |
|                                         | Mietshaus in geschlossener Bebauung und Waschhaus | Bernhardstraße 44 (Karte)                              | um 1900 (Mietshaus) | Klinkerfassade, baugeschichtlich und ortsteilentwicklungsgeschichtlich bedeutsam | 09291866 |
|                                         | Mietshaus in geschlossener Bebauung | Bernhardstraße 46 (Karte)                              | um 1900 (Mietshaus) | Klinkerfassade, Holzpaneele und Stuck im Eingangsbereich, baugeschichtlich von Bedeutung | 09291867 |
|                                         | Mietshaus in geschlossener Bebauung | Bernhardstraße 48 (Karte)                              | um 1900 (Mietshaus) | Klinkerfassade, Stuck und Deckenmalerei im Eingangsbereich, geätzte Treppenhausfenster, Malerei im Treppenhaus, baugeschichtlich von Bedeutung | 09291868 |
|                                         | Mietshaus in geschlossener Bebauung in Ecklage | Bernhardstraße 50 (Karte)                              | um 1900 (Mietshaus) | Klinkerfassade mit farbiger Ziegelgliederung, Reste geätzter Treppenhausfenster, Stuck im Eingangsbereich, baugeschichtlich von Bedeutung | 09291869 |
|                                         | Mietshaus in geschlossener Bebauung in Ecklage | Beuchaer Straße 1 (Karte)                              | 1913 (Mietshaus) | mit Eckladen und Laden, Putzfassade, Laden original, farbige Treppenhausfenster, Stuck im Eingangsbereich, baugeschichtlich von Bedeutung | 09264321 |
|                                         | Mietshaus in halboffener Bebauung in Ecklage | Beuchaer Straße 2 (Karte)                              | 1911 (Mietshaus) | mit Läden, ein Laden original, Putzfassade, Stuckmarmor und Stuckgliederung im Eingangsbereich, baugeschichtlich von Bedeutung | 09264322 |
|                                         | Mietshaus in geschlossener Bebauung | Beuchaer Straße 3 (Karte)                              | 1913 (Mietshaus) | Putzfassade, Treppenhaus mit vollständiger Ausmalung, farbige Treppenhausfenster, Windfangtür und Terrazzo im Eingangsbereich, baugeschichtlich von Bedeutung | 09264323 |
|                                         | Mietshaus in halboffener Bebauung mit Schuhmacherei-Anbau | Beuchaer Straße 4 (Karte)                              | 1911 (Mietshaus), Schuhmacherei 1929 (Werkstatt) | Putzfassade, farbige Treppenhausfenster, Wandkacheln, Stuck und Terrazzo im Eingangsbereich, baugeschichtlich von Bedeutung | 09264324 |
|                                         | Mietshaus in geschlossener Bebauung | Beuchaer Straße 5 (Karte)                              | 1912 (Mietshaus) | Putzfassade, bleiverglaste Treppenhausfenster, Wandkacheln, Stuck und Terrazzo im Eingangsbereich, baugeschichtlich von Bedeutung | 09264325 |
|                                         | Mietshaus in geschlossener Bebauung | Beuchaer Straße 6 (Karte)                              | 1911 (Mietshaus) | Putzfassade, Stuckreliefs und Wandkacheln im Eingangsbereich, baugeschichtlich von Bedeutung | 09264326 |
|                                         | Mietshaus in geschlossener Bebauung | Beuchaer Straße 7 (Karte)                              | 1911 (Mietshaus) | mit Tordurchfahrt, Putzfassade, Wandkacheln im Eingangsbereich und vollständige Ausmalung, baugeschichtlich von Bedeutung | 09264327 |
|                                         | Mietshaus in geschlossener Bebauung | Beuchaer Straße 8 (Karte)                              | 1911 (Mietshaus) | Putzfassade, Ausmalung, farbige Treppenhausfenster, baugeschichtlich von Bedeutung | 09264328 |
|                                         | Mietshaus in geschlossener Bebauung | Beuchaer Straße 9 (Karte)                              | 1911 (Mietshaus) | Putzfassade, farbige Treppenhausfenster, baugeschichtlich von Bedeutung | 09264329 |
|                                         | Mietshaus in geschlossener Bebauung | Beuchaer Straße 10 (Karte)                             | 1911 (Mietshaus) | Putzfassade, farbige Treppenhausfenster, Terrazzo mit Mosaikband und Stuck im Eingangsbereich, baugeschichtlich von Bedeutung | 09264330 |
| Direkt Bild zu diesem Denkmal hochladen | Mietshaus in geschlossener Bebauung | Beuchaer Straße 11 (Karte)                             | 1912 (Mietshaus) | Putzfassade, Ausmalung, bleiverglaste Treppenhausfenster, baugeschichtlich von Bedeutung | 09264331 |
|                                         | Mietshaus in halboffener Bebauung | Beuchaer Straße 12 (Karte)                             | 1911 (Mietshaus) | Putzfassade, farbige Treppenhausfenster, Ausmalung, baugeschichtlich von Bedeutung | 09264332 |
|                                         | Mietshaus in geschlossener Bebauung | Beuchaer Straße 13 (Karte)                             | 1911 (Mietshaus) | Putzfassade, farbige Treppenhausfenster, baugeschichtlich von Bedeutung | 09264333 |
|                                         | Mietshaus in halboffener Bebauung | Beuchaer Straße 15 (Karte)                             | 1911/1912 (Mietshaus) | Putzfassade, farbige Treppenhausfenster, baugeschichtlich von Bedeutung | 09264334 |
| Weitere Bilder                          | Handschwengelpumpe mit Brunnenschacht und Abdeckplatte, sowie Pflaster und Granitschwellen der kleinen Verkehrsinsel | Borsdorfer Straße (Karte)                              | 1890 (Handschwengelpumpe) | gusseiserne Pumpe Typ Gotik, ortsgeschichtlich von Bedeutung | 09299206 |
|                                         | Mietshaus in geschlossener Bebauung in Ecklage | Borsdorfer Straße 1 (Karte)                            | 1900–1901 (Mietshaus) | Klinkerfassade, geätzte Treppenhausfenster, Stuck im Eingangsbereich, baugeschichtlich von Bedeutung | 09264335 |
| Direkt Bild zu diesem Denkmal hochladen | Mietshaus in geschlossener Bebauung | Borsdorfer Straße 3 (Karte)                            | um 1912 (Mietshaus) | Putzfassade, Stuck und Terrazzo mit Mosaik im Eingangsbereich, baugeschichtlich von Bedeutung | 09260963 |
| Direkt Bild zu diesem Denkmal hochladen | Mietshaus in halboffener Bebauung in Ecklage | Borsdorfer Straße 5 (Karte)                            | um 1912 (Mietshaus) | Putzfassade, Stuckreliefs und Terrazzo mit Mosaik im Eingangsbereich, baugeschichtlich von Bedeutung | 09260964 |
|                                         | Denkmal für Rudolf Bromme | Breite Straße (Karte)                                  | 1939 (Denkmal) | auf der Grünfläche in Ecklage gegenüber der Breiten Straße 7a, Karl Rudolf Brommy oder Bromme (1804–1860) war 1. Admiral der ersten deutschen Flotte, Denkmal der Militärgeschichte, personengeschichtlich von besonderem Interesse In Ecklage Bernhardstraße steht auf einer kleinen, annähernd dreieckigen Grünfläche ein überlebensgroßer Gedenkstein für den am 10. September 1904 in Anger bei Leipzig geborenen späteren General Carl Rudolph Bromme (auch Karl Rudolf Bromme oder Brommy). Der Vater war hiesiger Gerichtsschöffe und hatte ein Gut von Anton Hermann Klausing, Professor für geistliche Altertümer an der Leipziger Universität, übereignet bekommen. Der Vater starb 1808, zwei Jahre nach dem Tod der Mutter, gemeinsam mit einer Schwester wurde er fortan von einer Tante in Anger erzogen. Sein Geburtshaus wurde 1929 abgetragen, eine durch die Stadt Leipzig hier ehemals angebrachte Gedenktafel ist heute verschollen. Auf einer rechteckigen Plinthe erhebt sich der aus Rochlitzer Porphyrtuff gehauene Denkmalstein, dem eine mit flachem Pyramidendach versehene Abdeckplatte aufsitzt. Anlässlich seines 135. Geburtstages 1939 wurde der Stein auf Initiative des gleichgeschalteten Deutschen Marinebundes eingeweiht, für dessen Entwurf der Leipziger Bildhauer, Medailleur und Kunstgewerbler Hans Zeissig (1863–1944) verantwortlich zeichnete. Eingeschlagen sind ein Relief und eine Inschrift mit erhabener Darstellung bzw. Inschrift. Das Bild zeigt ein Schiff, das sich mit geblähten Segeln durch das aufgewühlte und stürmische Meer kämpft. Eine Inschrift darunter lautet: „In diesem Hause/Breitestraße 15/wurde am 10. Sept. 1804/Rudolf Bromme/geboren/der Admiral/der ersten deutschen Flotte“. In der Messestadt besuchte Bromme die 1. Bürgerschule, arbeitete vermutlich als Buchhandlungsgehilfe, erwarb an der Hamburger Navigationsschule das Handwerkszeug des Seemanns und heuerte auf Schiffen der US-Handelsmarine. Ab 1827 nahm er am Freiheitskampf der Griechen gegen die Türken teil und unterstützte nach Erringung der Unabhängigkeit den Aufbau der griechischen Kriegsflotte. Bromme war in Deutschland maßgeblich am Aufbau einer kleinen, ab Frühjahr 1849 einsatzfähigen Seekriegsflotte beteiligt und wurde zu deren 1. Admiral ernannt. Den Beschluss für den Flottenaufbau hatte die Frankfurter Nationalversammlung 1848 gefasst. Insgesamt standen elf Schiffe für 1.980 Mann Besatzung zur Verfügung – vier angekaufte, sechs neu gebaute sowie ein 1849 vor Eckernförde aufgebrachtes Schiff. Bereits 1852 wurden die Schiffe wieder versteigert, Bromme erkrankte, auch seelisch gebrochen, und starb 1860 in Lesum bei Bremen. Alfred-KästnerÜber seinem Grab in Hammelwarden bei Brake ließ der Altdeutsche Verband später ein aufwendiges Denkmal errichten, in Würdigung seiner Verdienste und eingedenk des im wilhelminischen Deutschland forcierten Aufbaus einer starken Kriegsflotte. Das Denkmal, etwa gegenüber Breite Straße 7a und Bernhardstraße 1 stehend, ließ die Stadt Leipzig im Juli 1989 restaurieren. Das Denkmal ist ein Zeugnis der Militärgeschichte und personengeschichtlich von überregional von Bedeutung, besitzt zudem einen kunsthistorischen Wert. Seine Gestaltung lag in den Händen des Leipziger Bildhauers Hans Zeissig (1863–1944), der unter anderem bei Bruno Schmitz in Berlin tätig war. In seiner Heimatstadt wurde er um 1900 zunächst durch die Anfertigung von figürlichem Bauschmuck bekannt (Mitarbeit am Neuen Rathaus und der benachbarten Filiale der Deutschen Bank), ehe er Aufträge für verschiedene Denkmale erhielt. LfD/2011, 2019 | 09293659 |
| Direkt Bild zu diesem Denkmal hochladen | Treppenhausausstattung eines Mietshauses (Anschrift: Breite Straße 1 und Wurzner Straße 2a) | Breite Straße 1 (Karte)                                | um 1890 (Ausstattung) | Treppenhaus, Wohnungstüren mit Gittern, Fußbodenfliesen im Muster, baugeschichtlich von Bedeutung | 09261022 |
|                                         | Mietshaus in halboffener Bebauung mit Hofpflasterung und Giebelwerbung | Breite Straße 5 (Karte)                                | 1870er Jahre (Mietshaus) | Putzfassade mit Sandsteingliederung, baugeschichtlich von Bedeutung | 09293660 |
|                                         | Mietshaus in halboffener Bebauung, ehemals mit Gaststätte und Ballsaal im Hof | Breite Straße 7 (Karte)                                | 1898 (Mietshaus) | Vorderhaus mit Tordurchfahrt, Putzfassade, geätzte Treppenhausfenster, Windfangtür, ortshistorisch und baugeschichtlich von Bedeutung | 09293662 |
|                                         | Mietshaus in geschlossener Bebauung | Breite Straße 7a (Karte)                               | um 1900 (Mietshaus) | ehemals mit Laden, Putzfassade, Windfangtür, Stuckkehle im Eingangsbereich, geätzte Treppenhausfenster, baugeschichtlich von Bedeutung | 09293663 |
|                                         | Mietshaus in halboffener Bebauung | Breite Straße 17 (Karte)                               | nach 1900 (Mietshaus) | mit Läden, Klinkerfassade, Stuck und Windfangtür im Eingangsbereich, baugeschichtlich von Bedeutung | 09293670 |
|                                         | Mietshaus in geschlossener Bebauung | Breite Straße 19 (Karte)                               | um 1915 (Mietshaus) | mit Läden, Putzfassade, Stuck und Terrazzo im Eingangsbereich, bleiverglaste Treppenhausfenster, baugeschichtlich von Bedeutung | 09293671 |
| Direkt Bild zu diesem Denkmal hochladen | Taxirufsäule | Breite Straße 19 (vor) (Karte)                         | Um 1970 | Vor Haus Nr. 19, Rufsäule eines Taxi-Standplatzes, technikgeschichtlich von Bedeutung, Zeugnis der Stadtmöblierung | 09307000 |
|                                         | Doppelmietshaus (mit Zweinaundorfer Straße 2) in geschlossener Bebauung | Cichoriusstraße 1 (Karte)                              | 1890/1900 (Doppelmietshaus) | Putzfassade, geätzte Treppenhausfenster, baugeschichtlich von Bedeutung | 09291872 |
|                                         | Mietshaus in halboffener Bebauung in Ecklage | Cichoriusstraße 2 (Karte)                              | um 1915 (Mietshaus) | mit Läden, Putzfassade, baugeschichtlich von Bedeutung | 09292482 |
| Weitere Bilder                          | Mietshaus in halboffener Bebauung | Cichoriusstraße 2a (Karte)                             | bezeichnet 1912 (Mietshaus) | Putzfassade, Porphyrtuffportalgewände, baugeschichtlich von Bedeutung | 09291873 |
|                                         | Mietshaus in geschlossener Bebauung | Cichoriusstraße 3 (Karte)                              | 1900/1905 (Mietshaus) | Klinkerfassade mit zwei Erkern, prachtvoller Stuck und Kacheln im Eingangsbereich, baugeschichtlich von Bedeutung | 09291874 |
|                                         | Mietshaus in geschlossener Bebauung | Cichoriusstraße 4 (Karte)                              | um 1915 (Mietshaus) | Putzfassade, Treppenhausfenster mit Bleiverglasung und Glasmalerei, baugeschichtlich von Bedeutung | 09291875 |
|                                         | Mietshaus in geschlossener Bebauung mit Waschhaus, Hofgebäude und Hofpflasterung | Cichoriusstraße 5 (Karte)                              | 1900/1905 (Mietshaus) | mit Tordurchfahrt, Klinkerfassade, baugeschichtlich von Bedeutung | 09291876 |
|                                         | Mietshaus in ehemals geschlossener Bebauung | Cichoriusstraße 6 (Karte)                              | um 1916 (Mietshaus) | Putzfassade, Porphyrtufftürgewände, bleiverglaste Treppenhausfenster, baugeschichtlich von Bedeutung | 09291877 |
| Weitere Bilder                          | Fabrik- und Lagergebäude (Cichoriusstraße 11 und Ungerstraße 8) mit zwei Kühlhäusern, Verwaltungsanbau, Schornstein, Kessel- und Maschinenhaus | Cichoriusstraße 11 (Karte)                             | 1898–1908 (Fabrikanlage), 1901–1902 (Verwaltungsgebäude), 1898, Eisfabrikation (Fabrikgebäude), 1901–1902 (Kessel- und Maschinenhaus), 1905–1906 (Kühlhaus)                                                                                 | ehemals zur Linde’s Eismaschinen Aktiengesellschaft gehöriges Werk, Zeugnis der frühen Kühlhausnutzung nach dem Patent von Carl von Linde in Leipzig, industriegeschichtlich und technikgeschichtlich bedeutend | 09294783 |
| Direkt Bild zu diesem Denkmal hochladen | Mietshaus in geschlossener Bebauung | Cichoriusstraße 12 (Karte)                             | um 1895 (Mietshaus) | mit Tordurchfahrt, Putzfassade, reicher Stuck im Eingangsbereich, Windfangtür mit geätzten Scheiben, baugeschichtlich von Bedeutung | 09261063 |
|                                         | Mietshaus in geschlossener Bebauung | Cichoriusstraße 17 (Karte)                             | bezeichnet 1902 (Mietshaus) | ehemals mit Laden, Klinkerfassade, Stuck und Windfangtür im Eingangsbereich, bleiverglaste Treppenhausfenster, baugeschichtlich von Bedeutung | 09291879 |
|                                         | Mietshaus in ehemals geschlossener Bebauung | Cichoriusstraße 18 (Karte)                             | um 1900 (Mietshaus) | Klinkerfassade, Holzpaneele und Stuck im Eingangsbereich, baugeschichtlich von Bedeutung | 09291880 |
|                                         | Mietshaus in geschlossener Bebauung | Cichoriusstraße 19 (Karte)                             | um 1900 (Mietshaus) | Klinkerfassade, Holzpaneele im Eingangsbereich, Treppenhausfenster mit Resten geätzter Verglasung, baugeschichtlich von Bedeutung | 09291881 |
|                                         | Mietshaus in geschlossener Bebauung | Cichoriusstraße 20 (Karte)                             | um 1900 (Mietshaus) | Klinkerfassade, Holzpaneele im Eingangsbereich, baugeschichtlich von Bedeutung | 09291882 |
|                                         | Mietshaus in geschlossener Bebauung in Ecklage | Cichoriusstraße 21 (Karte)                             | um 1900 (Mietshaus) | ehemals mit Eckladen, Klinkerfassade, Treppenhausfenster mit Resten farbiger Bleiverglasung, baugeschichtlich von Bedeutung | 09291883 |
|                                         | Mietshaus in halboffener Bebauung | Cichoriusstraße 22 (Karte)                             | bezeichnet 1903 (Mietshaus) | weiße Blendziegelfassade, Kreuzgratgewölbe im Eingangsbereich, baugeschichtlich von Bedeutung | 09291884 |
|                                         | Mietshaus in geschlossener Bebauung in Ecklage | Franckestraße 1 (Karte)                                | vor 1910 (Mietshaus) | mit Eckladen, Putzfassade, baugeschichtlich von Bedeutung | 09264340 |
|                                         | Mietshaus in geschlossener Bebauung | Franckestraße 2 (Karte)                                | um 1900 (Mietshaus) | Klinkerfassade, baugeschichtlich von Bedeutung | 09261060 |
| Weitere Bilder                          | Doppelmietshaus in geschlossener Bebauung | Franckestraße 3; 4 (Karte)                             | 1905/1910 (Doppelmietshaus) | Putz-Klinker-Kunststeinfassade, Nummer 3 mit geätzten Treppenhausfenstern, baugeschichtlich von Bedeutung | 09261061 |
|                                         | Mietshaus in geschlossener Bebauung | Franckestraße 5 (Karte)                                | 1910 (Mietshaus) | Klinkerfassade, farbige Treppenhausfenster, Terrazzo und Stuckgliederung im Eingangsbereich, baugeschichtlich von Bedeutung | 09264341 |
|                                         | Mietshaus in geschlossener Bebauung | Franckestraße 6 (Karte)                                | 1910 (Mietshaus) | Putzfassade, farbige Treppenhausfenster, originale Treppenhausausmalung, Stuck und Terrazzo im Eingangsbereich, baugeschichtlich von Bedeutung | 09264342 |
|                                         | Mietshaus in geschlossener Bebauung | Franckestraße 7 (Karte)                                | 1904 (Mietshaus) | Putzfassade, Treppenhausausmalung, farbig verglaste Treppenhausfenster, baugeschichtlich von Bedeutung | 09264343 |
|                                         | Mietshaus in geschlossener Bebauung | Franckestraße 8 (Karte)                                | vor 1905 (Mietshaus) | Putzfassade, farbige Treppenhausfenster, Wandgemälde, Reste von Prägetapeten, baugeschichtlich von Bedeutung | 09264344 |
| Weitere Bilder                          | Mietshaus in geschlossener Bebauung | Franckestraße 11 (Karte)                               | 1905/1910 (Mietshaus) | Putz-Klinker-Fassade, bleiverglaste Treppenhausfenster, baugeschichtlich von Bedeutung | 09261041 |
|                                         | Mietshaus in geschlossener Bebauung | Franckestraße 12 (Karte)                               | 1900 (Mietshaus) | mit Hausdurchgang, ehemals mit Laden (Feinbäckerei), Klinkerfassade, farbige Treppenhausfenster, Windfangtür im Innern, baugeschichtlich von Bedeutung | 09264345 |
|                                         | Mietshaus in geschlossener Bebauung | Franckestraße 13 (Karte)                               | um 1905 (Mietshaus) | Putz-Klinker-Fassade, bleiverglaste Treppenhausfenster, Stuck im Eingangsbereich, baugeschichtlich von Bedeutung | 09261042 |
|                                         | Mietshaus einer Wohnanlage, mit Vorgarten | Friedrich-Dittes-Straße 6 (Karte)                      | um 1930 (Mietshaus) | siehe auch Stünzer Straße 7–11 und Neumannstraße 1–5, Putzfassade, bleiverglaste Treppenhausfenster, baugeschichtlich von Bedeutung | 09261062 |
|                                         | Mietshäuser einer Wohnanlage mit Vorgarten | Friedrich-Dittes-Straße 8; 10; 12; 14; 16; 18 (Karte)  | 1930 (Mietshaus) | Putzfassaden, Nummer 14 mit geschliffenen Treppenhausfenstern, siehe auch Neumannstraße 7–17 und Stünzer Straße 10, baugeschichtlich von Bedeutung | 09264346 |
| Direkt Bild zu diesem Denkmal hochladen | Mietshäuser einer Wohnanlage mit Vorgärten | Friedrich-Dittes-Straße 13; 15; 17; 19; 21 (Karte)     | um 1930 (Mietshaus) | Putzfassade, farbige Treppenhausfenster, Wäschemangel in Nummer 19, baugeschichtlich von Bedeutung | 09264347 |
| Direkt Bild zu diesem Denkmal hochladen | Mietshäuser einer Wohnanlage und Vorgärten | Gregor-Fuchs-Straße 15; 17; 19; 21; 23; 25; 27 (Karte) | 1930 (Mehrfamilienwohnhaus) | Putzfassade, geätzte Treppenhausfenster, Nummer 15 mit Laden, baugeschichtlich von Bedeutung | 09264348 |
| Direkt Bild zu diesem Denkmal hochladen | Doppelmietshaus in halboffener Bebauung | Gregor-Fuchs-Straße 22; 24 (Karte)                     | um 1930 (Doppelmietshaus) | Putzfassade, bleiverglaste Treppenhausfenster, Terrazzo im Eingangsbereich, zusammen mit Neumannstraße 17, baugeschichtlich von Bedeutung | 09264349 |
|                                         | Mietshäuser einer Wohnanlage | Gregor-Fuchs-Straße 26; 28; 30; 32 (Karte)             | 1930 (Mietshaus) | mit zwei Läden, Putzfassade, geschliffene Treppenhausfenster, baugeschichtlich von Bedeutung | 09264350 |
| Direkt Bild zu diesem Denkmal hochladen | Mietshaus einer Wohnanlage | Gregor-Fuchs-Straße 29 (Karte)                         | 1927–1930 | Putzfassade, Dokument des sozialen Wohnungsbaus in Leipzig, siehe auch Peilickestraße 3–9 und Trinitatisstraße 1–9, baugeschichtlich von Bedeutung | 09264462 |
| Direkt Bild zu diesem Denkmal hochladen | Mietshaus der Wohnanlage Anger-Crottendorf der Leipziger Kleinwohnungs-Bau-Gesellschaft | Gregor-Fuchs-Straße 31 (Karte)                         | 1920–1925 | Putzfassade, Dokument des sozialen Wohnungsbaus in Leipzig, siehe auch Peilickestraße 3-9 und Trinitatisstraße 1-9, baugeschichtlich von Bedeutung | 09306977 |
|                                         | Mietshäuser einer Wohnanlage | Gregor-Fuchs-Straße 33; 35 (Karte)                     | um 1915 (Doppelmietshaus) | als Baugruppe mit Peilickestraße 8/10, Putzfassade, städtebaulich wichtiger Eckbau, Dokument des sozialen Wohnungsbaus in Leipzig, baugeschichtlich von Bedeutung Für das Geschwisterwohnhaus auf einem Eckgrundstück, schräg gegenüber einem kleinen Schmuckplatz liegend, wurde im Spätherbst des ersten Nachkriegsjahres 1919 der Bauantrag gestellt von den Herren Wilhelm und Emil Stoye. Entwürfe steuerte Architekt Johann Gustav Pflaume bei, die Ausführung besorgte Baumeister Albert Friedrich Emil Stoye. Bereits zwei Wochen nach Antragstellung gingen Grundstücke und Antragsunterlagen an die Leipziger Kleinwohnungs-Bau-Gesellschaft mbH über, unterzeichnet von: Stoye. Bereits im August 1920 erfolgte die Schlussabnahme beider Häuser. In den Jahren 1922/1923 erhielt das Haus Nummer 35 eine Dachwohnung, zeitgleich vermutlich auch Nummer 33. Am Vorhaben beteiligt war C. H. Fricke, Zimmerei und Baugeschäft, Tischlerei, Säge- und Hobelwerk unter Verwendung der Zeichnungen von Joh. Gustav Pflaume. Sanierungen, Umbau, Ersatzneubau von Balkonen als Ständerkonstruktion sowie Wiedererrichtung des abgebrannten Dachstuhls von Gregor-Fuchs-Straße 33 fielen in die Jahre 1995 und 1996. Über dunklem Klinkersockel zeigen sich die Reformstilfassaden in hellem Verputz, mit Putzgliederungen, zwei nur wenig vorstehenden Vorkragungen, einem Polygonalerker bei Eckhaus Nummer 33 zur Peilickestraße und dunklem Ziegelbelag der Dächer. Teile der Ausstattungen sind erhalten, Nummer 33 mit Bauherreninschrifttafel. Das städtebaulich wirksame Doppelhaus besitzt einen baugeschichtlichen Wert, ist Zeugnis sozialen Wohnungsbaus. LfD/2017, 2018 | 09264351 |
| Direkt Bild zu diesem Denkmal hochladen | Mietshaus in geschlossener Bebauung in Ecklage | Gregor-Fuchs-Straße 34 (Karte)                         | 1913–1914 (Mietshaus) | Putzfassade, mit mächtigem Dachhaus, Reformstil-Architektur, markanter Eckbau mit sozialhistorischer Bedeutung und bauhistorischem Wert, Zeugnis der Ortsteilentwicklung An der Ecke zur Peilickestraße entstand von Juli 1913 bis August 1914 ein wirkungsvoller Reformstilbau für Martha verehelichte Dyck geb. Borrmann nach Entwurf von Maurermeister Alfred Dyck, der gleichzeitig Ausführung und Bauleitung übernahm. Alfred Dyck fiel als Offiziersstellvertreter i. e. R.-Reg. noch im ersten Kriegsjahr. 1920 ist das Haus im Besitz von Bäckermeister Otto Auerswald und 1946 von Bäckermeister Karl Auerswald. 1991 Reparaturen durch die LWB, Sanierung sowie Um- und Ausbau 1996–1997 durch Gunda und Immo Wecke aus Lübeck. Der kolossal wirkende, in einem mächtigen Zwerchhaus gipfelnde vierachsige Mittelrisalit prägt den einfachen Putzbau, der so seiner hervorgehobenen städtebaulichen Bedeutung gerecht wird. Erhaltene einfache Ausstattung, u. a. Haustür mit Facettschliffgläsern, Holz-Treppenhaus und braune Wandfliesen im Eingangsbereich. Markanter Eckbau mit sozialhistorischer Bedeutung und bauhistorischem Wert, Zeugnis der Ortsteilentwicklung. LfD/2011 | 09302432 |
| Direkt Bild zu diesem Denkmal hochladen | Mietshaus in geschlossener Bebauung | Gregor-Fuchs-Straße 36 (Karte)                         | 1914/1916 (Mietshaus) | Putzfassade, teilweise farbige Treppenhausfenster, baugeschichtlich von Bedeutung | 09264352 |
| Direkt Bild zu diesem Denkmal hochladen | Mietshaus in geschlossener Bebauung | Gregor-Fuchs-Straße 37 (Karte)                         | 1914–1915 (Mietshaus) | Putzfassade, wissenschaftlich-dokumentarischer Wert, Dokument sozialen Wohnungsbaus kurz nach dem 1. Weltkrieg, baugeschichtlich von Bedeutung Weber & Schöne, Inhaber eines Leipziger Architektur- und Ingenieurbüros für Hoch- und Tiefbauten, übernahmen 1914 Planungsleistungen und Bauleitung für ein Wohngebäude, Maurermeister und Baugeschäftsinhaber Georg Röder die Umsetzung. Geldgeber war der Ortskrankenkassenbeamte Hugo Herwig. Im Keller wurde die Waschküche eingerichtet, zudem ein Wirtschaftseingang. In den Etagen sollten jeweils zwei Wohnungen mit drei Zimmern, Küche, Austritt und Speisekammer, Korridor sowie Bad angenehmen Komfort bieten, allerdings befanden sich die Toiletten noch über die Treppe. Sanierungsarbeiten im Jahr 1998 umfassten auch einen Dachgeschossausbau und den Anbau von neuen Balkonen. Klare Struktur und einfache Putzgliederungen sind Ausdruck des Reformstils der Zeit, geben dem Haus eine schlichte Eleganz. Der ursprüngliche Fassadenaufbau ist symmetrisch, davon abweichend nur ein vierachsiges Dachhaus und die kleine Tür des neben der Haustür eingerichteten Wirtschaftszugangs in den Keller, mitunter auch als Handkarrendurchgang bezeichnet. In den oberen Etagen stehen straßenseitig die beiden Mittelachsen schwach risalitartig vor, mittig schmücken Reliefs und eine dekorative Rahmung das runde Oberlicht über der Hauseingangstür. Die zeittypische einfache, aber stilvolle Ausstattung ist weitgehend erhalten, unter anderem Stuckgliederung und Jugendstilwandfliesen im Eingangsbereich sowie das Holztreppenhaus mit schablonierter Ausmalung. Das Haus besitzt einen baugeschichtlichen Wert, ist Zeugnis sozialen Wohnungsbaus unmittelbar vor dem 1. Weltkrieg. LfD/2017, 2018 | 09303463 |
| Direkt Bild zu diesem Denkmal hochladen | Mietshaus in geschlossener Bebauung | Gregor-Fuchs-Straße 38 (Karte)                         | 1913–1919 (Mietshaus) | Putzfassade, als Haus des Sozialen Wohnungsbaus kurz nach dem 1. Weltkrieg von wissenschaftlich-dokumentarischer Bedeutung, baugeschichtlich von Bedeutung Am 2. Juni 1919 teilt Baumeister und Architekt Reinhold Kretzschmar „mit, dass das infolge des Krieges unvollendet gebliebene Wohnhaus Leipzig – Anger-Crottendorf, Lüderitzstraße 38, Besitzer Herr Privatmann Theodor Alfred Hiersemann in Thalheim bei Oschatz, unter meiner Bauleitung jetzt fertiggestellt wird“. Der ab 1913 tätige Architekt Ludwig Paul zeichnete neben dem Plan auch für Bauleitung und Ausführung verantwortlich, am 10. August 1914 vermerkt das Bauordnungsamt: „Die Bauarbeiten sind eingestellt, der Bau verschlossen.“ Im August 1919 erfolgt die Schlussprüfung, neuer Eigentümer wird am 1. Oktober 1935 der Kunstmaler Arno Willi Schumann. 1997 Bauantrag für Modernisierung, Heizungseinbau und Ausbau des Dachgeschosses durch Joachim Fehr & H. Schreiber Gregor-Fuchs-Straße 38 GbR in Leipzig. Ein vierachsiges Dachhaus und ein über drei geschosse reichender Kastenerker akzentuieren den Reformstilbau mit Putzfassade, der sich in die Häuserzeile eingliedert. Aufwendiger gestaltet sind der Sockel aus Sandsteinquadern, das Zugangsportal aus Sandstein-Werkstein mit kleinem Vordach sowie der Erker durch kannelierte Putzlisenen. Die Ausstattung ist erhalten. LfD/2008 | 09302429 |
| Direkt Bild zu diesem Denkmal hochladen | Mietshaus in halboffener Bebauung in Ecklage, mit Vorgarten an der Segerstraße | Gregor-Fuchs-Straße 39 (Karte)                         | 1924–1925 (Mietshaus) | Putzfassade, quartiergestaltender Eckbau als Dokument sozialen Wohnungsbaus in Anger-Crottendorf, erbaut von der Leipziger Kleinwohnungs-Bau-Gesellschaft, baugeschichtlich von Bedeutung Herr Stoye unterzeichnete im Juni 1924 für die Leipziger Kleinwohnungs-Bau-Gesellschaft mbH als Initiator und Finanzier auf den Plänen des Architekten Adolf Warnstorff. Jedoch wurden erst geänderte Zeichnungen vom Dezember genehmigt und diese dann innerhalb eines Jahres bis Dezember 1925 umgesetzt. Unterlagen für eine Vorgarteneinfriedung zur Segerstraße von 1930 gelangten im Folgejahr zur Ausführung. Über dem flächig verputzten „offenen“ Erdgeschoss, das nur von eingeschnittenen Fenstern und der Hauseingangstür mit Rahmung aus scharriertem Betongussstein gestaltet wird, liegen drei weitere Wohngeschosse mit strenger Reihung großer Fenster. Der Dachraum des Eckhauses in halboffener Bauweise ist an der Gregor-Fuchs-Straße von einem dreiachsigen, gedrungen wirkenden Dachhaus eindrücklich geprägt. Innen konnten pro Etage drei Wohnungen abgemietet werden, die mit Bad/Klosett versehen waren, die beiden seitlichen Mietparteien hatten zudem einen Austritt auf der Hofseite. Sanierungsarbeiten und der rückwärtige Balkonanbau fallen in die Jahre 2008 bis 2010. Erhalten ist mindestens die gediegene, einfache Treppenhausausstattung. Als Zeugnis sozialen Wohnungsbaus der 1920er Jahre und in Fortführung der Ortserweiterungsbebauung um 1910 besitzt das straßenraumgestaltende Eckhaus eine baugeschichtliche Bedeutung. LfD/2017, 2018 | 09303462 |
| Direkt Bild zu diesem Denkmal hochladen | Mietshaus in geschlossener Bebauung | Gregor-Fuchs-Straße 40 (Karte)                         | 1914 (Mietshaus) | Putzfassade, reiche Ausstattung im Treppenhaus, baugeschichtlich von Bedeutung Fa. Heinrich Kutzscher Nachf. / Maurermeister übernahm namentlich vertreten durch Inhaber Friedrich Otto Schwarze, Architekt von Beruf, Bauherrschaft, Entwurf und Statik, Ausführung und Bauleitung für den Mietshausbau in der damaligen Straße M, später Lüderitzstraße. Errichtet wurde das Mietshaus im Jahr 1914. Ab 30. Oktober 1917 ist das Grundstück im Besitz von Emma Selma verw. Schwarze geb. Lorenz und dem minderjährigen Erich Otto Wilhelm Schwarze. Hinter der schlichten geputzten Reformstilfassade überrascht ein komplett mit Schablonenmalerei geschmücktes Treppenhaus, bleiverglaste Treppenhausfenster, Stuckgliederung mit Reliefs sowie ein Tonnengewölbe im Eingangsbereich. Von solider Handwerksarbeit zeugen die Wohnungseingangstüren und andere originale Details. Der Zweispänner besitzt eine Drei-Zimmer-Wohnung mit Kammer, Bad und Küche nebst Austritt zum Hof sowie eine Zwei-Zimmer-Wohnung mit Kammer, Mädchenkammer (sechs Quadratmeter), Bad, Korridor und Küche mit Austritt. Sanierungsvorhaben 1997 mit weiterem Ausbau des Dachgeschosses. LfD/2008 | 09302296 |
| Direkt Bild zu diesem Denkmal hochladen | Mietshäuser einer Wohnanlage, mit Vorgarten und seitlicher Toreinfahrt | Gregor-Fuchs-Straße 41; 43 (Karte)                     | um 1930 (Doppelmietshaus) | erbaut zusammen mit Wohnhauszeile Segerstraße 2–12, Putzfassade, baugeschichtlich von Bedeutung | 09264354 |
| Direkt Bild zu diesem Denkmal hochladen | Mietshaus in geschlossener Bebauung und Werkstattgebäude mit Schornstein im Hof | Gregor-Fuchs-Straße 42 (Karte)                         | 1913–1914 (Mietshaus), 1913–1914 (Werkstatt) | Vorderhaus mit Tordurchfahrt, Putzfassade, im Hof selten erhaltener Schornstein auf quadratischem Grundriss, baugeschichtlich von Bedeutung Als Zweispänner ließ Glasermeister Wilhelm Carl Franz Barby 1914 ein Mietshaus auf gut 210 m² Grundfläche errichten (damals Lüderitzstraße). Über die 2,53 m breite Tordurchfahrt erfolgte die Andienung des eingeschossigen verputzten Werkstattgebäudes im Hof (Bauglaserei Barby). Entwurf, Bauleitung und Ausführung übernahm Architekt Ludwig Paul (Kaiser-Wilhelm-Straße 54), der am 9. Januar 1915 das beantragte Bau-Prüfungs-Protokoll erhielt. 1925–1927 wurde unter Barby das Hofgebäude aufgestockt und ein hoher Schornstein errichtet, Architekt war Felix Schirmer, der Ausführende Baumeister Emil Stoye. Nutzung jetzt durch eine Tür- und Fensterrahmenfabrik mit dringendem Platzbedarf zur Aufstellung weiterer Hobelbänke. Im Rahmen des Zwangsversteigerungsverfahrens 1928/1929 gelangte das Grundstück in die Hände der Städtischen Spar- und Girokasse Kahla. Neuverputz, neue hölzerne Balkonbrüstungen und Reparaturen im Dachgeschoss 1956, ausgeführt durch Fa. Rudolf Penser. Die Schauseite des Mietshauses 1914 mit Steinputz und teilweiser Sandsteinverblendung sowie Dachdeckung mit Biberschwanzziegeln geplant. Neben den beiden Wohnungen je Etage zusätzlich eine Wohnung im Dachgeschoss hinter einem vierachsigen Dachhaus. Die Ausstattung des Reformstilbaus, der nach einheitlichem Plan mit dem Haus auf Flurstück 141f ausgeführt werden sollte (Bauherrin Christiane Wilhelmine Borrmann), ist erhalten. Von Seltenheitswert der viereckige Schornstein des Werkstattgebäudes mit gemauertem Schornsteinkopf. LfD/2008 | 09302183 |
| Direkt Bild zu diesem Denkmal hochladen | Mietshaus in geschlossener Bebauung | Gregor-Fuchs-Straße 44 (Karte)                         | 1914–1917 (Mietshaus) | Putzfassade, Dokument sozialen Wohnungsbaus in Leipzig, baugeschichtlich von Bedeutung Der einfache Mietwohnungsbau wurde von Arthur Röder 1914 initiiert, jedoch erst im Sommer 1916 begonnen und ein knappes Jahr später beendet. Für die statischen Berechnungen und die Ausführung wird das Baugeschäft von Georg Röder aus Leipzig-Reudnitz angesprochen. Folgeeigentümer ist 1918 der Postschaffner Oskar Kilian, der den Architekten Erich Kilian 1926 mit Entwurf und Bauleitung einer weiteren Dachgeschosswohnung unter Vertrag nimmt. 1927 erfolgt die Mitteilung, das die zweite Wohnung doch nicht gebaut wird. Die insbesondere mit durchgezogenen Fenstersohlbänken gegliederte Putzfassade erfährt eine Akzentsetzung mit einem dreigeschossigen, einen Erker vortäuschenden Fassadenvorsprung und ein großes vierachsiges Zwerchhaus, hinter dem sich die bereits 1914 geplante und genehmigte Dachgeschosswohnung befindet. In jeder Etage waren zwei Dreizimmerwohnungen geplant, die einfache Ausstattung weitgehend erhalten. LfD/2009 | 09302976 |
| Weitere Bilder                          | ehemaliges Feuerwehrgebäude in offener Bebauung, seit 2023 Umbau zum Stadtteilzentrum »Ostwache« | Gregor-Fuchs-Straße 45 (Karte)                         | 1936–1937 (Feuerwache) | Putzfassade mit Porphyrtuffgewände, Lampe am Giebel original, baugeschichtlich und ortsgeschichtlich von Bedeutung | 09261092 |
| Direkt Bild zu diesem Denkmal hochladen | Villa mit Garten | Grüne Gasse 21b (Karte)                                | bezeichnet 1894 (Villa) | Erdgeschoss Putzfassade, Obergeschoss gelbe Klinker mit Fachwerkkonstruktion, im Landhausstil, baugeschichtlich von Bedeutung | 09261045 |
|                                         | Mietshaus in geschlossener Bebauung | Herbartstraße 2 (Karte)                                | um 1885 (Mietshaus) | mit Tordurchfahrt, Klinkerfassade, Malerei in der Tordurchfahrt, baugeschichtlich von Bedeutung | 09261006 |
|                                         | Mietshaus in geschlossener Bebauung | Herbartstraße 2a (Karte)                               | um 1900 (Mietshaus) | Putzfassade, teilweise farbige Treppenhausfenster, Reste von Ausmalung im Treppenhaus, baugeschichtlich von Bedeutung | 09264356 |
|                                         | Mietshaus in geschlossener Bebauung in Ecklage | Herbartstraße 2b (Karte)                               | um 1900 (Mietshaus) | mit Eckladen, Putzfassade, teilweise farbige Treppenhausfenster, Terrazzo und Stuck im Eingangsbereich, baugeschichtlich von Bedeutung | 09264357 |
|                                         | Mietshaus in geschlossener Bebauung | Herbartstraße 5 (Karte)                                | um 1885 (Mietshaus) | mit Tordurchfahrt, Putzfassade, baugeschichtlich von Bedeutung | 09261009 |
| Weitere Bilder                          | Mietshaus in geschlossener Bebauung in Ecklage | Herrnhuter Straße 1 (Karte)                            | um 1890 (Mietshaus) | mit Laden, historisierende Putzfassade, Jalousieblenden, baugeschichtlich von Bedeutung | 09264545 |
| Weitere Bilder                          | Mietshaus in geschlossener Bebauung in Ecklage | Herrnhuter Straße 2 (Karte)                            | um 1895 (Mietshaus) | mit Tordurchfahrt, mit Läden, Putzfassade, Reste von Ausmalung und Stuckgliederung im Eingangsbereich, städtebaulich unverzichtbarer Kopfbau, baugeschichtlich von Bedeutung | 09264358 |
| Weitere Bilder                          | Mietshaus in geschlossener Bebauung | Herrnhuter Straße 3 (Karte)                            | um 1890 (Mietshaus) | Putzfassade, baugeschichtlich von Bedeutung | 09294958 |
|                                         | Mietshaus in geschlossener Bebauung | Herrnhuter Straße 4 (Karte)                            | um 1890 (Mietshaus) | Klinkerfassade, Reste von Ausmalung im Eingangsbereich, Schablonenmalerei im Treppenhaus, baugeschichtlich von Bedeutung | 09261091 |
| Weitere Bilder                          | Mietshaus in geschlossener Bebauung | Herrnhuter Straße 5 (Karte)                            | um 1890 (Mietshaus) | mit Tordurchfahrt, mit Laden, Putzfassade, baugeschichtlich von Bedeutung | 09264544 |
| Weitere Bilder                          | Mietshaus in geschlossener Bebauung | Herrnhuter Straße 6 (Karte)                            | um 1885 (Mietshaus) | mit Tordurchfahrt, Putzfassade, baugeschichtlich von Bedeutung | 09264543 |
|                                         | Mietshaus in geschlossener Bebauung | Herrnhuter Straße 10 (Karte)                           | um 1885 (Mietshaus) | ehemals mit Laden, Putzfassade mit reicher Stuckgliederung, Ausmalung des Eingangsbereiches um 1915, baugeschichtlich von Bedeutung | 09264542 |
|                                         | Mietshaus in geschlossener Bebauung | Herrnhuter Straße 13 (Karte)                           | 1902 (Mietshaus) | mit Tordurchfahrt, Klinkerfassade, Holzpaneele im Eingangsbereich, baugeschichtlich von Bedeutung | 09264359 |
|                                         | Mietshaus in geschlossener Bebauung | Herrnhuter Straße 14 (Karte)                           | um 1885 (Mietshaus) | mit Tordurchfahrt, ehemals mit Laden, Putzfassade mit reicher Stuckgliederung, baugeschichtlich von Bedeutung | 09264541 |
| Weitere Bilder                          | Mietshaus in geschlossener Bebauung und Hofpflasterung | Herrnhuter Straße 15 (Karte)                           | um 1903 (Mietshaus) | Klinkerfassade, Terrazzo im Eingangsbereich, baugeschichtlich von Bedeutung | 09264360 |
|                                         | Mietshaus in geschlossener Bebauung | Herrnhuter Straße 16 (Karte)                           | um 1885 (Mietshaus) | mit Tordurchfahrt, ehemals mit Laden, Putzfassade, Ladenfront original, Schablonenmalerei Art Déco, baugeschichtlich von Bedeutung | 09264540 |
|                                         | Mietshaus in geschlossener Bebauung | Herrnhuter Straße 17 (Karte)                           | um 1904 (Mietshaus) | Klinkerfassade, baugeschichtlich von Bedeutung | 09264361 |
|                                         | Mietshaus in geschlossener Bebauung | Herrnhuter Straße 18 (Karte)                           | um 1890 (Mietshaus) | mit Tordurchfahrt, Putzfassade, baugeschichtlich von Bedeutung | 09264539 |
|                                         | Mietshaus in geschlossener Bebauung | Herrnhuter Straße 20 (Karte)                           | um 1900 (Mietshaus) | mit Tordurchfahrt und Laden, Klinkerfassade, Ladenfront original, Stuckkehle und Fußbodenfliesen-Muster im Eingangsbereich, baugeschichtlich von Bedeutung | 09264538 |
|                                         | Mietshaus in geschlossener Bebauung | Herrnhuter Straße 21 (Karte)                           | um 1895 (Mietshaus) | Klinkerfassade, Kellerfenstergitter, baugeschichtlich von Bedeutung | 09264535 |
|                                         | Mietshaus in geschlossener Bebauung | Herrnhuter Straße 22 (Karte)                           | um 1900 (Mietshaus) | ehemals mit Laden, Klinkerfassade, Terrazzo-Mosaik-Fußboden im Eingangsbereich, baugeschichtlich von Bedeutung | 09264537 |
|                                         | Mietshaus in geschlossener Bebauung | Herrnhuter Straße 24 (Karte)                           | um 1900 (Mietshaus) | mit Laden, zeittypische Klinkerfassade, baugeschichtliche Bedeutung | 09264536 |
|                                         | Mietshaus in geschlossener Bebauung | Herrnhuter Straße 25 (Karte)                           | nach 1900 (Mietshaus) | Putzfassade, baugeschichtlich von Bedeutung | 09264362 |
|                                         | Mietshaus in geschlossener Bebauung | Herrnhuter Straße 28 (Karte)                           | 1906 (Mietshaus) | Klinkerfassade, Terrazzo mit Mosaik und Stuckgliederung im Eingangsbereich, baugeschichtlich von Bedeutung | 09264363 |
| Direkt Bild zu diesem Denkmal hochladen | Mietshäuser einer Wohnanlage, mit Vorgarten | Jöcherstraße 1; 3; 5 (Karte)                           | vor 1930 (Mietshaus) | Putzfassade, geätzte Treppenhausfenster, aufwendig gerahmte Haustüren, im traditionalistischen Stil, baugeschichtlich von Bedeutung | 09264365 |
| Direkt Bild zu diesem Denkmal hochladen | Mietshäuser einer Wohnanlage, mit Vorgarten und Hof mit Wäschetrockenplätzen | Jöcherstraße 2; 4; 6; 8; 10 (Karte)                    | 1931–1933 (Mehrfamilienwohnhaus) | dazugehörig Jöcherstraße 12 und Mascovstraße 3, Putzfassade, baugeschichtlich von Bedeutung | 09264366 |
| Direkt Bild zu diesem Denkmal hochladen | Mietshaus einer Wohnanlage, mit Vorgarten | Jöcherstraße 12 (Karte)                                | 1931–1933 (Mietshaus) | siehe auch Jöcherstraße 2–10 und Mascovstraße 3, Putzfassade, mit Tafel der Leipziger Kleinwohnungs-Bau-Gesellschaft, baugeschichtlich von Bedeutung | 09261035 |
| Direkt Bild zu diesem Denkmal hochladen | Mietshaus in halboffener Bebauung | Karl-Vogel-Straße 13 (Karte)                           | nach 1920 (Mietshaus) | Putzfassade, farbige Treppenhausfenster, Holzbalkendecke im Eingangsbereich, baugeschichtlich von Bedeutung | 09264368 |
|                                         | Schule (unter zwei Hausnummern), mit Turnhalle, Vorgarten und Einfriedung | Karl-Vogel-Straße 17; 19 (Karte)                       | 1899 (Schule) | baugeschichtlich und sozialgeschichtlich von Bedeutung | 09264369 |
| Direkt Bild zu diesem Denkmal hochladen | Mietshaus in geschlossener Bebauung in Ecklage | Kohlgartenweg 2 (Karte)                                | 1914 (Mietshaus) | mit Laden und Eckladen, Putzfassade, Terrazzo und Stuckgliederung im Eingangsbereich, baugeschichtlich von Bedeutung | 09264370 |
| Weitere Bilder                          | Mietshaus in halboffener Bebauung, heute Kindergarten, und Nebengebäude im Hof | Kohlgartenweg 3 (Karte)                                | 1885 (Kinderbewahranstalt) | mit Hausdurchgang, Klinkerfassade, geätzte Treppenhausfenster, baugeschichtlich und ortsgeschichtlich von Bedeutung | 09260965 |
|                                         | Mietshaus in geschlossener Bebauung | Kohlgartenweg 5 (Karte)                                | um 1890 (Mietshaus) | mit Tordurchfahrt, Klinkerfassade, Oberlicht des Tores mit Ätzglas, baugeschichtlich von Bedeutung | 09260966 |
|                                         | Mietshaus in ehemals geschlossener Bebauung in Ecklage | Kohlgartenweg 6 (Karte)                                | 1894–1895 (Mietshaus) | Putzfassade, Oberlicht der Haustür mit Ätzglas, der Kopfbau mit verbrochener Ecke besitzt einen baugeschichtlichen und ortsteilentwicklungsgeschichtlichen Wert, er bezeugt die Wohnungsbautätigkeit gegen Ende des 19. Jahrhunderts Noch 1870 wurde ein vorhandes Wohngebäude auf dem Eckgrundstück von Schuhmachermeister Franz Friedrich Fuchs und Baumeister G. Kühn übersetzt und umgebaut. Ende 1894 zeichnete Architekt Gustav Bobach zwei verschiedene Pläne für ein neu zu errichtendes Haus an der Ecke zur heutigen Theodor-Neubauer-Straße, Unternehmer hierbei war der eben genannte Franz Fuchs. Die Ausführung erfolgte im Jahr 1895, ein Umbau der im Treppenhaus liegenden Aborte 1935. Sanierung 2014–2015. Hinter der durch Kunststeinformteile gegliederten, historistisch stuckverzierten Putzfassade befinden sich in jeder Etage zwei Wohnungen. Nach Sanierung nur noch in Teilen erhalten ist die Ausstattung des Hauses, u. a. das hölzerne Treppenhaus, die Wohnungseingangstüren und einige Treppenhausfenster. Der Kopfbau mit verbrochener Ecke besitzt einen baugeschichtlichen und ortsteilentwicklungsgeschichtlichen Wert, er bezeugt die Wohnungsbautätigkeit gegen Ende des 19. Jahrhunderts. LfD/2012/2015 | 09260967 |
|                                         | Kindergarten in offener Bebauung | Krönerstraße 43; 45 (Karte)                            | 1971 (Kindergarten) | Putzfassade, Wandbilder aus gelben und blauen Klinkern auf rotem Klinkergrund, baugeschichtlich und sozialgeschichtlich von Bedeutung | 09294959 |
|                                         | Mietshaus in geschlossener Bebauung in Ecklage | Krönerstraße 44 (Karte)                                | 1925/1930 (Mehrfamilienwohnhaus) | Putzfassade, zur Wohnanlage Mascovstraße 2–16 gehörend, baugeschichtlich von Bedeutung | 09261085 |
|                                         | Mietshaus in geschlossener Bebauung | Krönerstraße 46 (Karte)                                | um 1915 (Mietshaus) | Putzfassade, baugeschichtlich von Bedeutung | 09262303 |
|                                         | Mietshäuser einer Wohnhauszeile, Nr. 51 mit Vorgarten | Krönerstraße 47; 49; 51 (Karte)                        | 1925/1930 (Mehrfamilienwohnhaus) | Putzfassade, Nummer 53 kein Denkmal, baugeschichtlich von Bedeutung | 09261040 |
|                                         | Mietshaus in geschlossener Bebauung | Krönerstraße 48 (Karte)                                | 1910/1915 (Mietshaus) | Putzfassade, Treppenhausfenster mit Resten farbiger Bleiverglasung, Malereireste im Treppenhaus, baugeschichtlich von Bedeutung | 09261037 |
|                                         | Mietshaus in geschlossener Bebauung | Krönerstraße 50 (Karte)                                | 1910/1915 (Mietshaus) | Putzfassade, Reste bleiverglaster Treppenhausfenster, baugeschichtlich von Bedeutung | 09261038 |
|                                         | Mietshaus in ehemals geschlossener Bebauung | Krönerstraße 52 (Karte)                                | 1910/1915 (Mietshaus) | Putzfassade, Malereireste im Treppenhaus, baugeschichtlich von Bedeutung | 09261039 |
|                                         | Mietshaus einer Wohnanlage | Krönerstraße 56 (Karte)                                | 1925/1930 (Mehrfamilienwohnhaus) | siehe auch Segerstraße 1–3 und 9–13, Putzfassade, baugeschichtlich von Bedeutung | 09261049 |
| Direkt Bild zu diesem Denkmal hochladen | Spartenheim mit Saalanbau sowie historische Gartenlauben einer Kleingartenanlage | Liselotte-Herrmann-Straße 7 (Karte)                    | 1913–1914 (Vereinshaus) | bauhistorisch und ortsgeschichtlich sowie sozialgeschichtlich von Bedeutung | 09264320 |
|                                         | Mietshaus in geschlossener Bebauung | Martinstraße 4 (Karte)                                 | um 1905 (Mietshaus) | mit Laden, Putzfassade, Holzpaneele im Eingangsbereich, baugeschichtlich von Bedeutung | 09291852 |
| Weitere Bilder                          | Zwei Schulgebäude und Turnhalle sowie Vorgarten und Einfriedung | Martinstraße 7 (Karte)                                 | 1. Gebäude um 1890 (Schule) | Putzfassade, baugeschichtlich von Bedeutung | 09264373 |
|                                         | Mietshaus in geschlossener Bebauung | Martinstraße 8 (Karte)                                 | um 1885 (Mietshaus) | Putzfassade, Holzpaneele im Eingangsbereich, baugeschichtlich von Bedeutung | 09260977 |
|                                         | Mietshaus in geschlossener Bebauung in Ecklage | Martinstraße 10 (Karte)                                | um 1890 (Mietshaus) | mit Eckladen, Putzfassade, Schablonenmalerei im Treppenhaus, baugeschichtlich von Bedeutung | 09264367 |
| Direkt Bild zu diesem Denkmal hochladen | Mietshaus in geschlossener Bebauung | Martinstraße 11 (Karte)                                | um 1905 (Mietshaus) | Klinkerfassade, Stuck im Eingangsbereich, bleiverglaste Jugendstilfenster im Treppenhaus, baugeschichtlich von Bedeutung | 09291853 |
|                                         | Mietshaus in geschlossener Bebauung | Martinstraße 12 (Karte)                                | um 1900 (Mietshaus) | mit Tordurchfahrt, Putzfassade, baugeschichtlich von Bedeutung | 09291854 |
|                                         | Mietshaus in geschlossener Bebauung | Martinstraße 14 (Karte)                                | um 1890 (Mietshaus) | mit Läden, Klinkerfassade, baugeschichtlich von Bedeutung | 09262292 |
| Direkt Bild zu diesem Denkmal hochladen | Wohngebäude in halboffener Bebauung, ehemals Krankenstation, heute Pflegeheim | Martinstraße 17 (Karte)                                | um 1905 (Wohnhaus) | Putzfassade, Treppenhaus mit schmiedeeisernem Geländer, baugeschichtlich von Bedeutung | 09291855 |
|                                         | Mietshaus in geschlossener Bebauung | Martinstraße 18 (Karte)                                | um 1905 (Mietshaus) | Klinkerfassade, Stuck und Terrazzo im Eingangsbereich, baugeschichtlich von Bedeutung | 09291856 |
| Direkt Bild zu diesem Denkmal hochladen | Mietshaus einer Wohnanlage, mit Vorgarten | Mascovstraße 1 (Karte)                                 | nach 1930 (Mietshaus) | Putzfassade, Eckerker, bildet Hauszeile mit Gregor-Fuchs-Straße 15–27, baugeschichtlich von Bedeutung | 09264374 |
|                                         | Mietshaus einer Wohnanlage | Mascovstraße 2 (Karte)                                 | 1927–1929 (Mehrfamilienwohnhaus) | mit Gregor-Fuchs-Straße 29/31, Putzfassade, baugeschichtlich von Bedeutung | 09302677 |
| Direkt Bild zu diesem Denkmal hochladen | Mietshäuser einer Wohnanlage | Mascovstraße 2a; 4; 6; 8; 10; 12; 14; 16 (Karte)       | 1927–1929 (Mehrfamilienwohnhaus) | dazugehörig Mascovstraße 2 und Gregor-Fuchs-Straße, Putzfassade, baugeschichtlich von Bedeutung | 09264375 |
| Direkt Bild zu diesem Denkmal hochladen | Mietshaus einer Wohnanlage, mit Vorgarten und rückseitiger Einfriedung | Mascovstraße 3 (Karte)                                 | 1931–1933 (Mietshaus) | Putzfassade, siehe auch Jöcherstraße 2–10 und Jöcherstraße 12, baugeschichtlich und ortsentwicklungsgeschichtlich bedeutsam, Zeugnis sozialen Wohnungsbaus am Anfang der 1930er Jahre | 09264376 |
|                                         | Mietshaus in geschlossener Bebauung | Mierendorffstraße 1 (Karte)                            | um 1905 (Mietshaus) | mit Tordurchfahrt, Klinkerfassade, baugeschichtlich von Bedeutung | 09260983 |
|                                         | Mietshaus in geschlossener Bebauung | Mierendorffstraße 3 (Karte)                            | um 1905 (Mietshaus) | mit Tordurchfahrt, ehemals mit Laden, Klinkerfassade, baugeschichtlich von Bedeutung | 09260984 |
|                                         | Mietshaus in geschlossener Bebauung | Mierendorffstraße 4 (Karte)                            | 1902 (Mietshaus) | Klinkerfassade, baugeschichtlich von Bedeutung | 09260982 |
|                                         | Mietshaus in geschlossener Bebauung | Mierendorffstraße 5 (Karte)                            | um 1903 (Mietshaus) | Klinkerfassade, Stuck im Eingangsbereich, baugeschichtlich von Bedeutung | 09260985 |
| Weitere Bilder                          | Mietshaus in geschlossener Bebauung | Mierendorffstraße 6 (Karte)                            | bezeichnet 1903 (Mietshaus) | Klinkerfassade, teilweise bleiverglaste Treppenhausfenster, baugeschichtlich von Bedeutung | 09264377 |
|                                         | Mietshaus in geschlossener Bebauung in Ecklage | Mierendorffstraße 7 (Karte)                            | um 1895 (Mietshaus) | ehemals mit Eckladen, Putzfassade, geätzte Treppenhausfenster, baugeschichtlich von Bedeutung | 09261064 |
|                                         | Mietshaus in geschlossener Bebauung | Mierendorffstraße 8 (Karte)                            | bezeichnet 1901 (Mietshaus) | mit Laden, Klinkerfassade, Stuckkehle im Eingangsbereich, baugeschichtlich von Bedeutung | 09264378 |
|                                         | Mietshaus in geschlossener Bebauung | Mierendorffstraße 9 (Karte)                            | um 1895 (Mietshaus) | Klinkerfassade, baugeschichtlich von Bedeutung | 09260988 |
|                                         | Mietshaus in geschlossener Bebauung | Mierendorffstraße 10 (Karte)                           | um 1905 (Mietshaus) | Klinkerfassade, Stuck im Eingangsbereich, baugeschichtlich von Bedeutung | 09260981 |
| Weitere Bilder                          | Mietshaus in geschlossener Bebauung | Mierendorffstraße 14 (Karte)                           | um 1900 (Mietshaus) | mit Tordurchfahrt, ehemals mit Laden, Fassade mit Putz- und Klinkergliederung und eisernen Mauerankern, baugeschichtlich von Bedeutung | 09264379 |
|                                         | Mietshaus in geschlossener Bebauung, mit Waschhaus und Werkstattgebäude im Hof | Mierendorffstraße 15 (Karte)                           | um 1905/1910 (Mietshaus) | mit Tordurchfahrt, Putzfassade, Wandkacheln in der Tordurchfahrt, baugeschichtlich von Bedeutung | 09264380 |
|                                         | Mietshaus in geschlossener Bebauung | Mierendorffstraße 16 (Karte)                           | 1898–1900 (Mietshaus) | Putzfassade, baugeschichtlich von Bedeutung Ein 1893 von Kaufmann Friedrich Gutfreund und Architekt A. Neumann eingereichtes Mietshausprojekt mit opulent dekorierter Historismusfassade kam nicht zur Ausführung. Das heutige Gebäude stammt aus den Jahren 1898–1900 und ist das Ergebnis verschiedener Planänderungen. Bauherr war zunächst Tischlermeister Carl Friedrich Jaenichen aus Leipzig-Neustadt, der Architekt Otto Lehmann für Entwurf und Bauleitung unter Vertrag nahm. Mit der Umsetzung der Pläne wurde aber erst im August 1899 unter dem neuen Eigentümer, dem Maurermeister Theodor Richard Bernhardt aus Möckern bei Leipzig begonnen und am 22. Dezember 1900 die Schlussprüfung durchgeführt. Zur Besitzerfolge: Generalagent Hugo Theodor Rösch (ab 1903), Christian Robert Albin Laux (1904), Kaufmann Louis Alfred Meister (1920) und ab 1934 Gärtnereiinhaber Ernst Paul Richter. Im Jahr 1999 Bauantrag für Sanierung und Balkonanbau durch Robert Staffa Wirtschaftsberatung nach Entwurf von Architekt Martin Kilpper. Gegenüber dem ersten Planentwurf sehr zurück haltende Fassadengestaltung in solider handwerklichen Manier. Im Erdgeschoss schöne Wohnungseingangstüren mit Supraporten sowie Deckenstuck und Holzvertäfelung im Eingangsbereich. Historismusbau im geschlossenen Straßenzug, Zeugnis der Ortserweiterung mit wissenschaftlich-dokumentarischem Wert. LfD/2012 | 09302864 |
|                                         | Mietshaus in geschlossener Bebauung | Mierendorffstraße 17 (Karte)                           | um 1910 (Mietshaus) | mit Tordurchfahrt, Putzfassade, Schablonenmalerei in der Tordurchfahrt, eisernes Torgitter, baugeschichtlich von Bedeutung | 09260989 |
|                                         | Mietshaus in geschlossener Bebauung | Mierendorffstraße 19 (Karte)                           | 1910/1915 (Mietshaus) | Putzfassade, Sandsteinsockel mit Porphyrgliederung, baugeschichtlich von Bedeutung | 09260990 |
|                                         | Mietshaus in geschlossener Bebauung, gemeinsame Durchfahrt mit Nr. 18 | Mierendorffstraße 20 (Karte)                           | 1902–1903 (Mietshaus) | Putzfassade, im geschlossenen Mietshausensemble, von baugeschichtlicher und ortsteilentwicklungsgeschichtlicher Bedeutung Nach zwei nicht zur Ausführung gelangten Bauvorhaben entstand 1902–1903 ein viergeschossiges Wohn- und Geschäftshaus nach Entwurf von Otto Riehl. Als Bauherren und für die Ausführung verantwortlich waren die Bauunternehmer Hermann Schlotte und Reinhold Klemm aus Kleinzschocher. Durch Zwangsversteigerung gelangte das Gebäude bereits ein Vierteljahr nach Fertigstellung in den Besitz der Holzhandelsfirma Friedrich Gutfreund, Plagwitz. Von der ehemaligen interessanten Jugendstilfassade sind leider nur wenige Gliederungselemente überkommen (u. a. die über drei geschosse reichenden Putzlisenen). 1926 erfolgte, veranlasst durch Fa. Gesellschaft für Lindes(?)-Eismaschinen AG – Kristalleisfabrik und Kühlhallen AG, die Umgestaltung der Fassade und die so in ganz Leipzig nicht noch einmal zu findende Einrichtung der mit dem Nachbargrundstück Nummer 18 gemeinsamen Durchfahrt zum Hof. Baugeschichtlich bedeutsames Zeugnis für die Ortsteilentwicklung. LfD/2006 | 09260980 |
|                                         | Mietshaus in geschlossener Bebauung | Mierendorffstraße 22 (Karte)                           | um 1900 (Mietshaus) | mit Laden, Klinkerfassade, baugeschichtlich von Bedeutung | 09264381 |
| Direkt Bild zu diesem Denkmal hochladen | Mietshaus in geschlossener Bebauung | Mierendorffstraße 23 (Karte)                           | um 1890 (Mietshaus) | mit Tordurchfahrt, mit Laden, Klinkerfassade, baugeschichtlich von Bedeutung | 09261015 |
|                                         | Mietshaus in geschlossener Bebauung | Mierendorffstraße 24 (Karte)                           | um 1900 (Mietshaus) | mit Tordurchfahrt, Klinkerfassade, baugeschichtlich von Bedeutung | 09264382 |
|                                         | Mietshaus in geschlossener Bebauung | Mierendorffstraße 25 (Karte)                           | um 1885 (Mietshaus) | mit Tordurchfahrt, Putzfassade, baugeschichtlich von Bedeutung | 09261098 |
|                                         | Mietshaus in geschlossener Bebauung | Mierendorffstraße 26 (Karte)                           | um 1900 (Mietshaus) | Klinkerfassade, teilweise bleiverglaste Treppenhausfenster, Holzpaneele im Eingangsbereich, baugeschichtlich von Bedeutung | 09264383 |
|                                         | Mietshaus in geschlossener Bebauung | Mierendorffstraße 27 (Karte)                           | um 1885 (Mietshaus) | mit Hausdurchgang, Putzfassade, baugeschichtlich von Bedeutung | 09261014 |
| Direkt Bild zu diesem Denkmal hochladen | Mietshaus in geschlossener Bebauung | Mierendorffstraße 28 (Karte)                           | um 1900 (Mietshaus) | Putz-Klinker-Fassade, teilweise bleiverglaste Treppenhausfenster, Stuckreste im Eingangsbereich, baugeschichtlich von Bedeutung | 09264384 |
|                                         | Mietshaus in geschlossener Bebauung | Mierendorffstraße 29 (Karte)                           | um 1885 (Mietshaus) | Putzfassade, baugeschichtlich von Bedeutung | 09261013 |
|                                         | Mietshaus in geschlossener Bebauung in Ecklage | Mierendorffstraße 30 (Karte)                           | 1905/1910 (Mietshaus) | ehemals mit Eckladen, Putz-Klinker-Fassade, eiserne Balkongitter, baugeschichtlich von Bedeutung | 09260979 |
|                                         | Mietshaus in geschlossener Bebauung | Mierendorffstraße 31 (Karte)                           | um 1885 (Mietshaus) | mit Tordurchfahrt, wohl ehemals mit Laden, Putzfassade, reicher Stuck in den Fensterverdachungen, baugeschichtlich von Bedeutung | 09294785 |
|                                         | Mietshaus in geschlossener Bebauung in Ecklage | Mierendorffstraße 32 (Karte)                           | um 1912 (Mietshaus) | mit Eckladen und Laden, Putzfassade, bleiverglaste Treppenhausfenster, Wandkacheln und Malerei im Eingangsbereich, baugeschichtlich von Bedeutung | 09264385 |
|                                         | Mietshaus in geschlossener Bebauung | Mierendorffstraße 33 (Karte)                           | um 1885 (Mietshaus) | mit Tordurchfahrt, Putzfassade, baugeschichtlich von Bedeutung | 09261012 |
|                                         | Mietshaus in geschlossener Bebauung | Mierendorffstraße 34 (Karte)                           | um 1885 (Mietshaus) | mit Tordurchfahrt und Laden, Putzfassade, Holzpaneele in der Tordurchfahrt, Laden alt, Treppenhausfenster mit Resten geätzter Verglasung, baugeschichtlich von Bedeutung | 09260991 |
|                                         | Mietshaus in geschlossener Bebauung | Mierendorffstraße 35 (Karte)                           | um 1885 (Mietshaus) | mit Tordurchfahrt, Putzfassade, baugeschichtlich von Bedeutung | 09261011 |
|                                         | Mietshaus in ehemals geschlossener Bebauung | Mierendorffstraße 36 (Karte)                           | um 1890 (Mietshaus) | mit Tordurchfahrt, ehemals mit Laden, Putzfassade, geätzte Treppenhausfenster, Jugendstilschablonenmalerei in der Tordurchfahrt, baugeschichtlich von Bedeutung | 09264386 |
|                                         | Mietshaus in ehemals geschlossener Bebauung | Mierendorffstraße 40 (Karte)                           | um 1890 (Mietshaus) | mit Tordurchfahrt, mit Laden, Klinkerfassade, Stuck im Laden, baugeschichtlich von Bedeutung | 09264387 |
|                                         | Mietshaus in geschlossener Bebauung mit Hinterhaus, Waschhaus und Schuppen im Hof | Mierendorffstraße 42 (Karte)                           | um 1905 (Mietshaus) | mit Tordurchfahrt, Putzfassade, Hinterhaus mit Speicherluke, baugeschichtlich von Bedeutung | 09260992 |
|                                         | Mietshaus in geschlossener Bebauung mit Werbeinschriften | Mierendorffstraße 43 (Karte)                           | um 1890 (Mietshaus) | mit Tordurchfahrt, Putzfassade, baugeschichtlich von Bedeutung | 09261010 |
|                                         | Mietshaus in geschlossener Bebauung | Mierendorffstraße 45 (Karte)                           | um 1880 (Mietshaus) | Putzfassade, Haustüroberlicht mit Resten geätzter Verglasung, baugeschichtlich von Bedeutung | 09261005 |
| Weitere Bilder                          | Mietshaus in geschlossener Bebauung | Mierendorffstraße 47 (Karte)                           | um 1890 (Mietshaus) | Putzfassade, baugeschichtlich von Bedeutung | 09261004 |
|                                         | Mietshaus in geschlossener Bebauung | Mierendorffstraße 49 (Karte)                           | um 1890 (Mietshaus) | Putzfassade, baugeschichtlich von Bedeutung | 09261003 |
|                                         | Mietshaus in geschlossener Bebauung | Mierendorffstraße 50 (Karte)                           | um 1885 (Mietshaus) | mit Tordurchfahrt, ehemals mit Laden, Putzfassade, Stuckkehle und -medaillons in der Tordurchfahrt, baugeschichtlich von Bedeutung | 09260993 |
| Weitere Bilder                          | Mietshaus in geschlossener Bebauung mit Werkstattgebäude im Hof und Hofpflaster | Mierendorffstraße 51 (Karte)                           | um 1902 (Mietshaus) | mit Tordurchfahrt, Klinkerfassade mit reicher Putzgliederung, baugeschichtlich von Bedeutung | 09261002 |
|                                         | Mietshaus in geschlossener Bebauung | Mierendorffstraße 52 (Karte)                           | um 1885 (Mietshaus) | mit Tordurchfahrt, ehemals mit Laden, Putzfassade, preußische Kappe in der Tordurchfahrt, baugeschichtlich von Bedeutung | 09260994 |
| Weitere Bilder                          | Mietshaus in geschlossener Bebauung | Mierendorffstraße 53 (Karte)                           | um 1905 (Mietshaus) | Klinkerfassade, Ausmalung und Stuck im Eingangsbereich, baugeschichtlich von Bedeutung | 09264388 |
|                                         | Mietshaus in geschlossener Bebauung | Mierendorffstraße 54 (Karte)                           | um 1885 (Mietshaus) | mit Hausdurchgang, ehemals mit Laden, Putzfassade, baugeschichtlich von Bedeutung | 09260995 |
| Weitere Bilder                          | Mietshaus in geschlossener Bebauung | Mierendorffstraße 55 (Karte)                           | um 1905 (Mietshaus) | Klinkerfassade, Schablonenmalerei, Stuckgliederung und Holzpaneele im Eingangsbereich, baugeschichtlich von Bedeutung | 09264389 |
|                                         | Mietshaus in geschlossener Bebauung | Mierendorffstraße 56 (Karte)                           | um 1885 (Mietshaus) | mit Tordurchfahrt, Putzfassade, geätzte Treppenhausfenster, baugeschichtlich von Bedeutung | 09260996 |
|                                         | Mietshaus in geschlossener Bebauung | Mierendorffstraße 57 (Karte)                           | um 1905 (Mietshaus) | ehemals mit Eckladen, Klinkerfassade, Schablonenmalerei, baugeschichtlich von Bedeutung | 09264390 |
|                                         | Mietshaus in geschlossener Bebauung | Mierendorffstraße 59 (Karte)                           | um 1905 (Mietshaus) | Klinkerfassade, baugeschichtlich von Bedeutung | 09264391 |
| Weitere Bilder                          | Mietshaus in geschlossener Bebauung | Mierendorffstraße 60 (Karte)                           | um 1885 (Mietshaus) | Putzfassade, vollständig ausgemaltes Treppenhaus, Malerei im Eingangsbereich, baugeschichtlich von Bedeutung | 09260997 |
|                                         | Mietshaus in geschlossener Bebauung | Mierendorffstraße 61 (Karte)                           | um 1905 (Mietshaus) | Klinkerfassade, baugeschichtlich von Bedeutung | 09264392 |
|                                         | Mietshaus in geschlossener Bebauung | Mierendorffstraße 63 (Karte)                           | um 1900 (Mietshaus) | Klinkerfassade, baugeschichtlich von Bedeutung | 09261001 |
|                                         | Mietshaus in geschlossener Bebauung | Mierendorffstraße 63a (Karte)                          | um 1900 (Mietshaus) | Klinkerfassade, baugeschichtlich von Bedeutung | 09261000 |
| Weitere Bilder                          | Mietshaus in geschlossener Bebauung | Mierendorffstraße 65 (Karte)                           | um 1900 (Mietshaus) | mit Tordurchfahrt, Klinkerfassade, baugeschichtlich von Bedeutung | 09260999 |
|                                         | Mietshaus in ehemals geschlossener Bebauung | Mierendorffstraße 67 (Karte)                           | um 1903 (Mietshaus) | Klinkerfassade, Schablonenmalerei im Treppenhaus, Stuck und Malerei im Eingangsbereich, baugeschichtlich von Bedeutung | 09260998 |
|                                         | Mietshaus in geschlossener Bebauung in Ecklage | Mierendorffstraße 80 (Karte)                           | 1900 (Mietshaus) | mit Eckladen, Klinkerfassade, Wohnungstüren mit sehr schönen Supraporten, Stuck und Holzpaneele im Eingangsbereich, baugeschichtlich von Bedeutung | 09264546 |
|                                         | Mietshäuser einer Wohnanlage, mit Vorgärten | Neumannstraße 1; 3; 5 (Karte)                          | 1930/1935 (Mehrfamilienwohnhaus) | Putzfassade, siehe auch Stünzer Straße 7–11 und Friedrich-Dittes-Straße 6, baugeschichtlich von Bedeutung | 09261058 |
|                                         | Doppelmietshaus in geschlossener Bebauung | Neumannstraße 2; 4 (Karte)                             | 1912 (Doppelmietshaus) | Putzfassade mit Kastenerkern, Reformstil-Architektur, baugeschichtlich von Bedeutung | 09264400 |
| Direkt Bild zu diesem Denkmal hochladen | Mietshaus in geschlossener Bebauung | Neumannstraße 6 (Karte)                                | 1914 (Mietshaus) | Putzfassade, baugeschichtlich von Bedeutung | 09264401 |
| Direkt Bild zu diesem Denkmal hochladen | Mietshäuser einer Wohnanlage mit Vorgärten | Neumannstraße 7; 9; 11; 13; 15; 17 (Karte)             | um 1930 (Mehrfamilienwohnhaus) | Putzfassade, baugeschichtlich von Bedeutung | 09264404 |
| Direkt Bild zu diesem Denkmal hochladen | Mietshaus in geschlossener Bebauung in Ecklage | Neumannstraße 8 (Karte)                                | nach 1920 (Mietshaus) | Klinkerfassade, baugeschichtlich von Bedeutung | 09264402 |
| Direkt Bild zu diesem Denkmal hochladen | Mietshäuser einer Wohnanlage | Neumannstraße 10; 12; 14; 16; 18; 20 (Karte)           | nach 1930 (Mehrfamilienwohnhaus) | Putzfassaden, Treppenhausfenster mit geätztem und geschliffenem Glas, baugeschichtlich von Bedeutung | 09264403 |
| Weitere Bilder                          | Sachgesamtheit Ostfriedhof, mit folgenden Einzeldenkmalen: Kapelle, Glockenspiel, Gedenkstätten, Grabmale, Abteilungstrennmauer, Sitzpavillon, Springbrunnen und Kunststeinwasserbecken (siehe Obj. 09299303, gleiche Anschrift) sowie gärtnerisch gestaltete Friedhofsanlage | Oststraße 119 (Karte)                                  | 1879 eröffnet (Friedhof) | baugeschichtlich und ortsgeschichtlich von Bedeutung | 09305395 |
| Weitere Bilder                          | Einzeldenkmal der Sachgesamtheit Ostfriedhof (Obj. 09305395, gleiche Anschrift): Kapelle, Glockenspiel, Gedenkstätten, Grabmalen, Abteilungstrennmauern, Sitzpavillon, Springbrunnen und Kunststeinwasserbecken | Oststraße 119 (Karte)                                  | 1950, Glockenspiel (aufgestellt), 1904 (Friedhofskapelle), zwischen 1900 und 1910, Sitzpavillon (Gartenpavillon), 1946/1948, Kriegsgefangenen- u. Zwangsarbeiterdenk (Mahn- und Gedenkstätte Sowjetbürger), um 1910, Wasserbecken (Brunnen) | baugeschichtlich und ortsgeschichtlich von Bedeutung | 09299303 |
| Direkt Bild zu diesem Denkmal hochladen | Drei Handschwengelpumpen mit Brunnenschacht und Abdeckplatte | Oststraße 119 (bei) (Karte)                            | 1890–1910 (Wasserversorgungs- und Abwasseranlage) | auf dem Ostfriedhof, 3. Abteilung und vor der Kapelle Oststraße 119, ortsgeschichtlich von Bedeutung | 09299211 |
|                                         | Platzanlage | Peilickestraße (Karte)                                 | um 1925 (Schmuckplatz) | mit originalem Baumbestand und Pflasterung, ortsentwicklungsgeschichtlich und stadtgrüngeschichtlich von Bedeutung | 09264405 |
|                                         | Doppelmietshaus in geschlossener Bebauung | Peilickestraße 2; 4 (Karte)                            | 1913 (Doppelmietshaus) | mit Läden, Putzfassade, Nummer 4: farbige Treppenhausfenster, Stuck und Terrazzo im Eingangsbereich, baugeschichtlich von Bedeutung | 09264406 |
|                                         | Mietshaus in geschlossener Bebauung | Peilickestraße 3 (Karte)                               | 1910–1912, Teil eines Doppelmietshauses (Mietshaus) | Putzfassade, Doppelmietshaus mit Nummer 5, als Dokument sozialen Wohnungsbaus von ortshistorischem Interesse, baugeschichtlich von Bedeutung Erste Pläne kursierten im Oktober 1910, vorgelegt von den Brüdern Albert Friedrich Wilhelm Stoye und Baumeister Friedrich Emil Stoye (Inhaber eines Baugeschäfts), später übernahm der Architekt Gustav Adolf Schwarz die Bauherrschaft und Berechnung der Statik. Nach erfolgter Grundbauprüfung Mai 1911 ging das Grundstück nach Zwangsversteigerung zurück an den bekannten Friedrich Emil Stoye, Mitte März des Folgejahres war das Vorhaben abgeschlossen. Zum Ausklang des Kriegsjahres 1918 wurde neben der 1910 geplanten Hausmannswohnung eine Kleinwohnung im Dachgeschoss als Notwohnung auf zehnjährige Dauer genehmigt, diese nach Antrag 1922 als Dauerwohnung anerkannt. Mit dem rechtsseitigen Nachbarhaus Nummer 5 bildet das nach Entwurf des Architekten Hans Böhme erbaute Gebäude ein Geschwisterhaus, wobei der auffallende Unterschied in der Oberfenstergestaltung der Hauseingänge liegt. Prägend sind der dunkle Sichtklinkersockel, der einen kräftigen Akzent zur hellen Putzfassade setzt sowie ein über die drei oberen Geschosse reichender Polygonalerker. Kein Dekor – nur einige Gesimse verweisen auf Intentionen der Reformstilarchitektur im Massenwohnungsbau der Zeit vor dem Ersten Weltkrieg. In den Stockwerken waren Drei- und Vierraumwohnungen konzipiert, die Küche mit Speisekammer sowie Austritt, die Toiletten außerhalb der Wohnungstür im hofseitig angeordneten Treppenhaus. Sanierung vor 2008 unter Erhalt unter anderem der Hauseingangstür. Als Bestandteil des Erweiterungsgebietes und Zeugnis des sozialen Wohnungsbaus besteht ein baugeschichtlicher Wert. LfD/2018 | 09302426 |
|                                         | Mietshaus in geschlossener Bebauung | Peilickestraße 5 (Karte)                               | 1911–1912 (Teil eines Doppelmietshauses) | Putzfassade, Doppelmietshaus mit Nummer 3, baugeschichtlich von Bedeutung Das Mietshaus entstand zwischen Mai 1911 und März 1912 nach Entwurf des Architekten Hans Böhme im Auftrag der Gebrüder Albert Friedrich Wilhelm Stoye und Friedrich Emil Stoye, dessen Baugeschäft zudem für die Ausführung verantwortlich zeichnete. Mit dem linksseitigen Nachbarhaus Nummer 3 bildet es ein Geschwisterhaus, wobei der Unterschied offenliegend in der Unterschiedlichkeit der Oberfenstergestaltung der Hauseingänge zu finden ist. Prägend sind der dunkle Sichtklinkersockel, der einen kräftigen Akzent zur hellen Putzfassade setzt sowie ein Polygonalerker über die drei oberen Geschosse. Auffallend wenig Dekor und einige Gesimse verweisen auf Intentionen der Reformstilarchitektur im Massenwohnungsbau der Zeit vor dem Ersten Weltkrieg. Gegen Ende des Jahres 1918 wurde eine Notwohnung im Dachgeschoss genehmigt, auf Antrag 1922 als Dauerwohnung anerkannt. Vom Februar 1953 datiert ein Gesuch zum Wiederaufbau bzw. Wiedereinrichtung von vier Wohnungen, unterzeichnet von Architekt Horst Neider. Pläne für ein neuerliches Wiederaufbau-Vorhaben tragen das Datum 1976, eine nachwendezeitliche Sanierung wohl um 2006. Das Haus ist Bestandteil eines größeren Ortserweiterungsgebietes für sozialen Wohnungsbau um 1910, es besitzt einen baugeschichtlichen Wert. LfD/2018 | 09302285 |
|                                         | Mietshaus in geschlossener Bebauung | Peilickestraße 7 (Karte)                               | 1911–1912 (Mietshaus) | Putzfassade, qualitätvoller Mietwohnungsbau der Reformstilarchitektur, baugeschichtlich und ortsentwicklungsgeschichtlich bedeutsam Platz 6 an Straße H sollte erbaut werden mit einem dreigeschossigen Vorderwohngebäude nebst Wohnung im Dachgeschoss. Die Gebrüder und Baugeschäftsinhaber Albert Friedrich Wilhelm Stoye (Zimmermeister) und Friedrich Emil Stoye (Baumeister) fungierten als Unternehmer, Ausführende sowie verantwortlich für Bauleitung und die statischen Berechnungen. Pläne für den Anfang Oktober 1911 gestellten Bauantrag steuerte Architekt Hans Böhme bei. Bereits im April 1912 fand die Schlussprüfung statt. Neben der Wohnung unterm Dach waren hier auch eine Waschküche sowie die behördlich geforderten Bodenkammern und der Trockenboden eingerichtet, in den drei Volletagen je eine Drei- und Vierzimmerwohnung mit Küchenaustritt und AWC. Die für sozialen Wohnungsbau der Zeit typische Reformstilfassade ist beherrscht durch den bis zu den Sohlbänken der Parterrefenster reichenden dunklen Klinkersockel, einen Zwerchhausgiebel mit Relief (Mutter und Kind). Vorgesehen war glatter steingrüner Lithinputz, die Hoffront sollte gleichen Putzmörtel in Kammtechnik erhalten. Ein kleines Dekorrelief schmückt den Hauseingang des sanierten Hauses, Teile der Ausstattung sind erhalten. Als Zeugnis sozialen Wohnungsbaus im Ortserweiterungsgebiet besitzt das Gebäude eine baugeschichtliche Wertigkeit. LfD/2017, 2018 | 09302424 |
|                                         | Mietshaus in geschlossener Bebauung | Peilickestraße 8 (Karte)                               | 1919–1920 (Mietshaus) | Putzfassade, Zeugnis des Kleinwohnungsbaues nach dem Ersten Weltkrieg, erbaut von der Leipziger Kleinwohnungs-Bau-Gesellschaft, sozialgeschichtlich und baugeschichtlich bedeutsam Zunächst stellte Architekt Johann Gustav Pflaume den Antrag für ein unter eigenem Namen zu errichtendes Wohngebäude am 28. Oktober 1919, keine vier Wochen später trat die Leipziger Kleinwohnungs-Bau-Gesellschaft mbH als Bauherr in Erscheinung. Für die Ausführung stand Friedrich Emil Stoye unter Vertrag und sollte „der Wohnungsneubau ... bereits am 1. September des Jahres [1920] bezogen werden“. Mit seiner zurückhaltenden, flächig konzipierten Putzfassade über Granitquadersockel reiht sich der Reformstilbau architektonisch in die geschlossene Zeilenbebauung aus der Zeit vor dem Ersten Weltkrieg ein (Geschwisterbau mit Nummer 10). Der nur sehr schwach vortretende Erker, eine Haustürrahmung sowie ein deutlich Akzente setzendes Zwerchhaus charakterisieren das Gebäude in seinem Erscheinungsbild. Zwischen 1994 und 1997 erfuhr das Haus einen weiteren, leider recht störenden Dachgeschossausbau sowie Sanierung und Modernisierung. Baugeschichtlich und ortsentwicklungsgeschichtlich bedeutsam, Zeugnis des sozialen Wohnungsbaus unmittelbar nach dem 1. Weltkrieg. LfD/2014, 2015 | 09305357 |
| Weitere Bilder                          | Mietshäuser in geschlossener Bebauung | Peilickestraße 10; 12; 14; 16; 18; 20; 22 (Karte)      | 1913–1920, Nummer 10 (Mietshaus), 1913–1916, Nummer 12 (Mietshaus), 1913–1915, Nummer 16, 18, 20, 22 (Mietshaus), 1915–1916, Nummer 14 (Mietshaus)                                                                                          | Putzfassade, Häuserzeile im Ortserweiterungsgebiet, baugeschichtlich bedeutsam, Nummer 10 erbaut von der Leipziger Kleinwohnungs-Bau-Gesellschaft, baugeschichtlich von Bedeutung | 09264408 |
| Weitere Bilder                          | Mietshaus in geschlossener Bebauung und in Ecklage | Peilickestraße 24 (Karte)                              | 1926–1927 (Mietshaus) | baugeschichtlich bemerkenswerter Bau des sozialen Wohnungsbaus der 1920er Jahre, erbaut von der Leipziger Kleinwohnungs-Bau-Gesellschaft, baugeschichtlich von Bedeutung In Ecklage Krönerstraße entstand in den Jahren 1926/1927 ein Mietshaus für die Leipziger Kleinwohnungs-Bau-Gesellschaft mbH, vertreten durch den Vorstand Wilhelm Stoye. Planungen bereitete der Architekt Adolf Warnstorff vor, mit deren Umsetzung hernach die Firma Zimmerei und Baugeschäft H. Fricke betraut wurde. Jede Etage sollte mit drei Dreiraumwohnungen gefüllt werden, das Dachgeschoss erhielt zwei Mietparteien und im Keller kamen zwei Rollkammern zur Einrichtung. Die statischen Berechnungen tragen die Unterschriften von Warnstorff und dem Baumeister Friedrich Emil Stoye. Noch sparsamer in der Dekoration als alle anderen Häuser des geschlossenen Straßenzuges präsentiert sich die Putzfassade, deren Gliederung durch die Fensteröffnungen, zwei Stockgesimse und eine Haustürportalrahmung aus Zementkunststein vollzogen ist. Überdurchschnittlich qualitätvoll zeigt sich die Ausstattung, an der Krönerstraße befindet sich ein Relief der Baugesellschaft. Baugeschichtlich und ortsentwicklungsgeschichtlich wichtiger Eckbau im Ortserweiterungsgebiet, Zeugnis des sozialen Wohnungsbaus der 1920er Jahre in Leipzig. LfD/2014, 2015 | 09305360 |
| Direkt Bild zu diesem Denkmal hochladen | Sachgesamtheit Sternsiedlung Ost: Siedlungshäuser der Sternsiedlung mit den Sachgesamtheitsteilen: Pommernstraße 12, 14, Dudweiler Straße 1, 3, 5, 7, 8, 9, 10, 11, 12, 13, 14, 15, 16, 17, 18, 19, 20, 21, 22, 23, 24, 25, 26, 27, 28, 29, 30, 31, 32, 33, 34, 35, 36, 49, 51 Neunkirchener Straße 1, 3, 5, 7, 9, 11, 13, 14, 15, 17, 19, 21, 23, 25, 27, 29, 31, 33, 35, 37, 39, 41, Saarlouiser Straße 1, 2, 3, 5, 7, 8, 9, 10, 11, 12, 13, 20, 21, 22, 23, 24, 25, 26, 27, 28, 29, 30, 31, 32, 34, 36, 37, 38, 39, 40, 41, 42, 43, 44a, 45, 47, 53, 55, 57, 59 und Sulzbacher Straße 1, 3, 5, 7, 9, 11, 13, 15, 17, 19, 21 | Pommernstraße 12; 14 (Karte)                           | 1934 (Sterne 15, 17) | baugeschichtlich von Bedeutung | 09262296 |
|                                         | Mietshaus in geschlossener Bebauung | Roßbachstraße 16 (Karte)                               | bezeichnet 1907 (Mietshaus) | Putzfassade, Jugendstilwandfliesen, bleiverglaste Treppenhausfenster, baugeschichtlich von Bedeutung | 09294735 |
|                                         | Doppelmietshaus in geschlossener Bebauung | Roßbachstraße 18; 20 (Karte)                           | 1908 (Doppelmietshaus) | Klinkerfassade, Bleiglasfenster, Stuck und Fußbodenfliesen im Eingangsbereich, baugeschichtlich von Bedeutung | 09294736 |
|                                         | Mietshaus in halboffener Bebauung in Ecklage | Roßbachstraße 22 (Karte)                               | 1906–1908 (Mietshaus) | Putzfassade, Reformstil-Architektur, baugeschichtlich von Bedeutung Drei mächtige übergiebelte Erker gliedern den repräsentativen Eckbau zur Karl-Vogel-Straße, der durch den unglücklichen Dachgeschossausbau während der letzten Umbau- und Sanierungsphase nun allerdings in seiner Wirkung beeinträchtigt wird. Erbaut worden war das Haus zwischen 1906 und 1908 – zunächst vorbereitet durch Maurermeister Edmund Julius Alfred Dyck in Personalunion. Verkauf der Baukonzession im Frühjahr 1908 an Procurist Richard Markgraf, für den Herr Strobel Tekturen an den Plänen vornahm und die Baumeister Oertel & Uhlemann die Ausführung erledigten. Alfred Markgraf und Hans Markgraf stehen 1942 gleichberechtigt im Grundbuch, später ist im Haus ein Kindergarten eingerichtet. In jeder Etage zwei großzügige Wohnungen mit drei Zimmern, Kammer, Mädchenkammer, Bad/Klosett und Küche nebst Austritt. Gliederung der Putzfassade durch verschiedene Putzstrukturen und Kunststein-Formteile. Zur erhaltenen Ausstattung gehören u. a. das halbrund gewendelte Treppenhaus und eine Windfangtür im Zugang. Eindrücklicher Eckbau im Ortserweiterungsgebiet, baugeschichtlich von Interesse. LfD/2012 | 09294738 |
|                                         | Mietshaus (mit drei Eingängen) in offener Bebauung, mit Vorgarten | Saarbrückenstraße 1; 3; 5 (Karte)                      | 1915/1920 (Mietshaus) | Putzfassade, baugeschichtlich von Bedeutung | 09262699 |
| Weitere Bilder                          | Doppelmietshaus in offener Bebauung mit Vorgarten | Saarbrückenstraße 7; 9 (Karte)                         | 1915/1925 (Doppelmietshaus) | Putzfassade, Terrazzo im Eingangsbereich, baugeschichtlich von Bedeutung | 09262685 |
| Direkt Bild zu diesem Denkmal hochladen | Doppelwohnhaus in offener Bebauung, mit Einfriedung und Vorgarten | Saarbrückenstraße 10; 12 (Karte)                       | 1910/1915 (Doppelwohnhaus) | Putzfassade, Windfang, baugeschichtlich von Bedeutung | 09264458 |
| Direkt Bild zu diesem Denkmal hochladen | Mietshaus (mit drei Eingängen) in offener Bebauung, mit Vorgarten | Saarbrückenstraße 11; 13; 15 (Karte)                   | um 1930 (Mietshaus) | Putz-Klinker-Fassade, bleiverglaste Treppenhausfenster, dem Straßenverlauf in Halbrund folgend, baugeschichtlich von Bedeutung | 09264409 |
|                                         | Mietshaus in halboffener Bebauung in Ecklage (bauliche Einheit mit Theodor-Neubauer-Straße 68–74), mit Vorgarten und seitlicher Toreinfahrt | Saarbrückenstraße 17 (Karte)                           | um 1930, Mietshausblock (Mietshaus) | Putzfassade, bleiverglaste Treppenhausfenster, baugeschichtlich von Bedeutung | 09264457 |
| Direkt Bild zu diesem Denkmal hochladen | Mietshäuser einer Wohnanlage, mit Vorgärten und Wäschetrockenplätzen, mit Einfriedung zur Adlershelmstraße | Schacherstraße 1; 2; 3; 4; 5; 6 (Karte)                | nach 1930 (Mietshaus) | Putzfassade, baugeschichtlich von Bedeutung | 09264410 |
|                                         | Mietshaus in geschlossener Bebauung | Schirmerstraße 1b (Karte)                              | um 1885 (Mietshaus) | Putzfassade, baugeschichtlich von Bedeutung | 09260975 |
|                                         | Mietshaus in geschlossener Bebauung | Schirmerstraße 2 (Karte)                               | um 1890 (Mietshaus) | ehemals mit Laden, Putzfassade, im Eingangsbereich Wandfliesen um 1910 mit Abschlussleiste, baugeschichtlich von Bedeutung | 09260976 |
|                                         | Mietshaus in geschlossener Bebauung | Schirmerstraße 3 (Karte)                               | um 1895 (Mietshaus) | mit Tordurchfahrt, mit Laden, Putzfassade, baugeschichtlich von Bedeutung | 09294373 |
|                                         | Mietshaus in geschlossener Bebauung | Schirmerstraße 4 (Karte)                               | um 1895 (Mietshaus) | mit Tordurchfahrt, Putzfassade, Treppenhausfenster mit geätzter Verglasung, baugeschichtlich von Bedeutung | 09294784 |
|                                         | Mietshaus in geschlossener Bebauung | Schirmerstraße 5 (Karte)                               | um 1890 (Mietshaus) | mit Tordurchfahrt, mit Laden, Klinkerfassade, baugeschichtlich von Bedeutung | 09291825 |
|                                         | Mietshaus in geschlossener Bebauung | Schirmerstraße 6 (Karte)                               | um 1885 (Mietshaus) | mit Tordurchfahrt, ehemals mit Laden, Putzfassade, Treppenhausfenster mit Resten geätzter Verglasung, Stuckblendarkaden in der Tordurchfahrt, baugeschichtlich von Bedeutung | 09260974 |
|                                         | Mietshaus in geschlossener Bebauung | Schirmerstraße 7 (Karte)                               | um 1890 (Mietshaus) | mit Tordurchfahrt, Klinkerfassade, baugeschichtlich von Bedeutung | 09291826 |
|                                         | Mietshaus in geschlossener Bebauung | Schirmerstraße 8 (Karte)                               | um 1890 (Mietshaus) | Putzfassade, geätzte Treppenhausfenster, baugeschichtlich von Bedeutung | 09291834 |
| Direkt Bild zu diesem Denkmal hochladen | Tor und Pflasterung der Tordurchfahrt eines Mietshauses | Schirmerstraße 10 (Karte)                              | um 1885 (Tor) | dreiflügeliges Holztor, handwerklich-künstlerisch von Bedeutung | 09260973 |
| Direkt Bild zu diesem Denkmal hochladen | Mietshaus in geschlossener Bebauung | Schirmerstraße 11 (Karte)                              | um 1885 (Mietshaus) | mit Tordurchfahrt, ehemals mit Laden, Putzfassade, baugeschichtlich von Bedeutung | 09260972 |
|                                         | Mietshaus in geschlossener Bebauung | Schirmerstraße 14 (Karte)                              | um 1890 (Mietshaus) | mit Tordurchfahrt, Putzfassade, baugeschichtlich von Bedeutung | 09291835 |
| Direkt Bild zu diesem Denkmal hochladen | Mietshaus in geschlossener Bebauung in Ecklage | Schirmerstraße 15 (Karte)                              | 1875/1880 (Mietshaus) | mit Eckladen, Putzfassade mit Sandstein- und Porphyrgliederung, farbig verglaste Treppenhausfenster, Haustür um 1840/1850, baugeschichtlich von Bedeutung | 09291836 |
|                                         | Mietshaus in geschlossener Bebauung | Schirmerstraße 16 (Karte)                              | um 1885 (Mietshaus) | mit Tordurchfahrt, Putzfassade, Holzpaneele in der Tordurchfahrt, baugeschichtlich von Bedeutung | 09260970 |
|                                         | Mietshaus in geschlossener Bebauung | Schirmerstraße 19 (Karte)                              | um 1890 (Mietshaus) | mit Tordurchfahrt, Putzfassade mit Sandsteingliederung, baugeschichtlich von Bedeutung | 09291837 |
|                                         | Mietshaus in geschlossener Bebauung | Schirmerstraße 22 (Karte)                              | bezeichnet 1914/1915 (Mietshaus) | Putzfassade, baugeschichtlich von Bedeutung | 09291827 |
|                                         | Mietshaus in geschlossener Bebauung | Schirmerstraße 23 (Karte)                              | um 1900 (Mietshaus) | ehemals mit Laden, Klinkerfassade, Treppenhausfenster mit Resten farbiger Bleiverglasung, Jugendstilstuck im Eingangsbereich, baugeschichtlich von Bedeutung | 09260969 |
| Direkt Bild zu diesem Denkmal hochladen | Mietshaus in geschlossener Bebauung | Schirmerstraße 24 (Karte)                              | um 1920 (Mietshaus) | Putzfassade, bleiverglaste Treppenhausfenster, eisernes Treppengeländer, baugeschichtlich von Bedeutung | 09291828 |
|                                         | Mietshaus in ehemals geschlossener Bebauung | Schirmerstraße 27 (Karte)                              | um 1905 (Mietshaus) | Klinkerfassade, baugeschichtlich von Bedeutung | 09291829 |
|                                         | Mietshaus in geschlossener Bebauung | Schirmerstraße 29 (Karte)                              | 1900/1905 (Mietshaus) | ehemals mit Laden, Klinkerfassade, Deckenstuck im Eingangsbereich, baugeschichtlich von Bedeutung | 09291830 |
|                                         | Mietshaus in geschlossener Bebauung | Schirmerstraße 31 (Karte)                              | um 1900 (Mietshaus) | mit Tordurchfahrt, mit Laden, Klinkerfassade, Holzpaneele und Stuck im Eingangsbereich, baugeschichtlich von Bedeutung | 09291831 |
|                                         | Mietshaus in halboffener Bebauung in Ecklage | Schirmerstraße 33 (Karte)                              | um 1895 (Mietshaus) | wohl ehemals mit Eckladen, Klinkerfassade, Reste geätzter Treppenhausfenster, baugeschichtlich von Bedeutung | 09291832 |
| Direkt Bild zu diesem Denkmal hochladen | Mietshäuser einer Wohnanlage, mit Vorgärten | Segerstraße 1; 3; 9; 11; 13 (Karte)                    | um 1930 (Mehrfamilienwohnhaus) | Putzfassade, siehe auch Krönerstraße 56, baugeschichtlich von Bedeutung | 09264411 |
| Direkt Bild zu diesem Denkmal hochladen | Mietshäuser einer Wohnanlage, mit Vorgärten und Einfriedungen | Segerstraße 2; 4; 6; 8; 10; 12 (Karte)                 | um 1930 (Mehrfamilienwohnhaus) | Putz-Klinker-Fassade, zusammen mit Gregor-Fuchs-Straße 41/43, baugeschichtlich von Bedeutung | 09264412 |
| Direkt Bild zu diesem Denkmal hochladen | Mietshaus in geschlossener Bebauung | Sellerhäuser Straße 2 (Karte)                          | um 1900 (Mietshaus) | mit Laden, Klinkerfassade, Stuck im Eingangsbereich, baugeschichtlich von Bedeutung | 09264413 |
| Direkt Bild zu diesem Denkmal hochladen | Mietshaus in geschlossener Bebauung | Sellerhäuser Straße 4 (Karte)                          | um 1900 (Mietshaus) | mit Tordurchfahrt, Klinkerfassade, baugeschichtlich von Bedeutung | 09264414 |
|                                         | Mietshaus in geschlossener Bebauung | Sellerhäuser Straße 5 (Karte)                          | um 1900 (Mietshaus) | mit Tordurchfahrt, Putzfassade, baugeschichtlich von Bedeutung | 09264415 |
| Direkt Bild zu diesem Denkmal hochladen | Mietshaus in geschlossener Bebauung | Sellerhäuser Straße 6 (Karte)                          | 1900 (Mietshaus) | mit Tordurchfahrt, Klinkerfassade, baugeschichtlich von Bedeutung | 09264416 |
| Weitere Bilder                          | Mietshaus in geschlossener Bebauung in Ecklage, heute auch Kirchgemeindehaus | Sellerhäuser Straße 7 (Karte)                          | 1900 (Mietshaus) | ehemals mit Eckladen, reich dekorierte Putzfassade, im neobarocken Stil, baugeschichtlich von Bedeutung | 09264417 |
| Weitere Bilder                          | Mietshaus in geschlossener Bebauung in Ecklage | Sellerhäuser Straße 8 (Karte)                          | 1912 (Mietshaus) | mit Eckladen, Putzfassade, farbige Treppenhausfenster, Stuck im Eingangsbereich, baugeschichtlich von Bedeutung Kaufmann Reinhold Winkler aus Leipzig-Lindenau begehrte die Baugenehmigung im Februar 1912, er erwarb später auch das Nachbargrundstück Sellerhäuser Straße 10. Bereits im August meldete „Der ergebenst Unterzeichnete“ die Fertigstellung des Neubaus, wobei Maurermeister Alfred Dyck neben der Bauleitung auch die Ausführung übernommen hatte. Ein Streit entbrannte wegen der Versagung einer Dachgeschosswohnung, weswegen statt zwei nunmehr drei Wohnungen pro Etage eingerichtet werden sollten und dies ebenfalls keine Genehmigung erfuhr. Auch durch die Begründung „der Unmöglichkeit der Vermietung größerer Wohnungen“ ließ sich die Baupolizeibehörde zunächst nicht umstimmen. Planänderungen bezogen sich auf den Einbau von zwei je drei Meter breiten Schaufenstern, die Einrichtung einer Wurstküche für das Produktengeschäft. Ungenehmigt kam letztlich doch eine Dachwohnung zum Einbau, deren Benutzung im November des gleichen Jahres beantragt wurde. Für den Gesamtentwurf steht der Architekt Hermann Stock, dessen Intentionen Dyck im Baubegehren formulierte: „Die Fassaden ... weichen etwas vom Vorprojekt ab. Es sind hierbei etwas strengere Formen gewählt worden, um die Gesamtwirkung zu erhöhen. Es wird gebeten sämtliche Gebäude (Platz 1–5) als eine Gruppe bei der Beurteilung des Entwurfes zu behandeln“. Noch heute besticht zuvorderst das Mietshausensemble am ehemaligen Kirchplatz, weniger das einzelne Mietshaus mit seiner schlichten Reformstilfassade, dem einfachen Verputz, zurückhaltenden Dekor sowie der wenigen Gliederungselemente. Auf hohe Qualität wurde jedoch auch in dieser Zeit auf die gediegene und handwerkliche Ausführung der Ausstattung gelegt, hier unter anderem Wandfliesen mit Abschlussleiste im Eingangsbereich und Schablonenmalerei. Prägende Elemente sind der Zwerchgiebel, der über drei Geschosse reichende Eckerker und der ebenfalls über Eck konzipierte Eckladen. Für den im Verkehrsraum recht wirkungsvollen Eckbau besteht ein baugeschichtlicher und ein ortsentwicklungsgeschichtlicher Wert. LfD/2014, 2015 | 09264418 |
| Weitere Bilder                          | Mietshaus in geschlossener Bebauung | Sellerhäuser Straße 9 (Karte)                          | 1903–1904 (Mietshaus) | Putzfassade, bleiverglaste Treppenhausfenster, baugeschichtlich von Bedeutung Für den schlichten, 1903 bis 1904 errichteten Mietshausbau steht Maurermeister Edmund Dyck als Bauherr und Ausführender in den Unterlagen, die Bauleitung besaß Alfred Dyck. Der Bauunternehmer muss kurz nach Fertigstellung des Hauses – am 30. August 1904 erfolgte die Schlussrevision – gestorben sein, denn ab 29. Oktober ist das Haus im Besitz von Emilie Louise verwitwete Dyck geb. Winkler und sieben Genossen. Am 29. Februar 1996 wurde die denkmalschutzrechtliche Genehmigung für die beantragte Sanierung ausgefertigt. Entgegen der eingereichten Bauzeichnung verändert ausgeführte Putzfassade mit Gliederungselementen aus Kunststein, etwas Klinkerornamentik am linken Seitenrisalit und sparsamem Jugendstildekor. Jeweils zwei Wohnungen befinden sich im Erd- und 1. Obergeschoss, je drei Wohnungen in den beiden obersten Etagen. Zur erhaltenen Ausstattung gehören u. a. Treppenhausfenster mit farbiger Bleiverglasung in floraler Jugendstilornamentik. LfD/2008 | 09261053 |
|                                         | Mietshaus in geschlossener Bebauung in Ecklage mit vorgelagerter Grünfläche | Sellerhäuser Straße 10 (Karte)                         | 1912–1913 (Mietshaus) | Putzfassade, baugeschichtlich von Bedeutung Maurermeister Alfred Dyck übernahm die Initiative zum Mietshausneubau zunächst komplett selbst und bestellte lediglich die Planungsunterlagen, die hier Architekt Hermann Stock 1912 fertigte. Eine vom Bauordnungsamt geforderte Erklärung, die „Grundstücke nach einem einheitlichen Palne auszuführen“ brachte den heute noch augenscheinlichen baulichen Zusammenhang der Häuser im Crottendorfer Ortserweiterungsgebiet, Nummer 10 bildet mit den zum Schmuckplatz zeigenden Gebäuden Peilickestraße 2/4 sowie Gregor-Fuchs-Straße 34 eine Baugruppe. Nachdem Tekturen bezüglich der Küchenaustritte und eines Ladeneinbaus beantragt waren, kam das Gebäude zum Verkauf an den Kaufmann Reinhold Winkler, der Dyck mit Ausführung und Bauleitung beauftragte. Für September 1913 ist die Schlussabnahme belegt. Sanierungsarbeiten wurden im Mai 1996 genehmigt und dem Bauherren G. Bretschneider aus Bad Schmiedeberg zugestellt. Hinter der verputzten Fassade lagen pro Etage drei Wohnungen, wobei sich die Nutzer der Mittelwohnungen noch mit Aborten im Treppenhaus begnügen mussten. In den beiden seitlich angeordneten Wohnbereichen jedoch wurden Bad/WC innerhalb der Wohnungen eingerichtet, im Dachgeschoss stand eine Mieteinheit zur Verfügung. Gerade die einfachen Fassaden aus der Zeit des sogenannten Reformstils zeigen, wie wichtig die Teilung und Sprossung der Fenster sind. Gegliedert ist das Haus durch mit seiner Putzfassade über Granitquadersockel durch zwei Stockgesimse, zwei sehr schwach vortretende Erker mit vertieften Putzfeldern, in denen sich jeweils ein gegossenes Relief mit einem Kopf befindet. Im wirkungsvollen Giebel rahmen zwei Putti sowie Muscheln ein ovales Fenster. Neben der Hauseingangstür haben sich Ausstattungselemente auch im Inneren erhalten, unter anderem bleiverglaste Treppenhausfenster und die der eleganten Gestaltung des Eingangsbereiches. An der Sellerhäuser Straße ist dem Haus unmittelbar eine kleine Grünfläche vorgelagert. Markanter Eckbau an einer Platzaufweitung im Erweiterungsgebiet, baugeschichtlich bedeutsam. LfD/2014, 2015 | 09264419 |
|                                         | Mietshaus in geschlossener Bebauung | Sellerhäuser Straße 11 (Karte)                         | 1905/1910 (Mietshaus) | Putzfassade, bleiverglaste Treppenhausfenster, Stuck im Eingangsbereich, baugeschichtlich von Bedeutung | 09261052 |
|                                         | Mietshaus in geschlossener Bebauung | Sellerhäuser Straße 13 (Karte)                         | 1905/1910 (Mietshaus) | mit Laden, Putzfassade, bleiverglaste Treppenhausfenster, Wandfliesen und Stuck im Eingangsbereich, baugeschichtlich von Bedeutung | 09261051 |
|                                         | Mietshaus in geschlossener Bebauung mit Vorgarten | Stegerwaldstraße 1 (Karte)                             | 1903 (Mietshaus) | Putzfassade, bleiverglaste Treppenhausfenster, Stuck im Eingangsbereich, baugeschichtlich von Bedeutung | 09264420 |
|                                         | Mietshaus in halboffener Bebauung | Stegerwaldstraße 2 (Karte)                             | 1915/1920 (Mietshaus) | ehemals mit Laden, Putzfassade, baugeschichtlich von Bedeutung | 09264528 |
|                                         | Mietshaus in geschlossener Bebauung mit Vorgarten | Stegerwaldstraße 3 (Karte)                             | 1909–1911 (Mietshaus) | Putzfassade, baugeschichtlich von Bedeutung Emil Franz Hänsel lieferte den Entwurf für den schlichten Bau eines Vorderwohnhauses, in Auftragserfüllung für die Leipziger Terrain-Gesellschaft (Bauplatz 2 an der Straße XXXV). Obwohl Anfang Januar 1910 die Genehmigung erteilt wurde, setzte erst Zimmermeister Hermann Hartung aus Kleinzschocher die Pläne nach Erwerb des Grundstücks ab September 1910 um, allerdings mit geänderter Fassade. Die Anzeige der Fertigstellung erfolgte am 17. Mai 1911. Es entstand ein viergeschossiges neunachsiges Mietshaus mit Putzfassade über Klinkersockel, Handkarrendurchgang und Waschhausanbau. Weitgehend erhalten ist die Ausstattung mit Treppenhausausmalung, bleiverglasten Treppenhausfenstern und einem historischen Kachelofen im 1. Obergeschoss. Vom März 1985 datiert ein Prüfbescheid zur Funktionsbereichsmodernisierung im Auftrag des VEB GWL Leipzig, Betriebsteil Südost. LfD/2008 | 09302186 |
|                                         | Mietshaus in geschlossener Bebauung | Stegerwaldstraße 4 (Karte)                             | vor 1910 (Mietshaus) | Putzfassade, Reste farbig bleiverglaster Treppenhausfenster, baugeschichtlich von Bedeutung | 09264421 |
| Direkt Bild zu diesem Denkmal hochladen | Mietshaus in geschlossener Bebauung in Ecklage | Stegerwaldstraße 6 (Karte)                             | 1907–1909 (Mietshaus) | mit Laden und Eckladen, Putzfassade, baugeschichtlicher und ortsteilentwicklungsgeschichtlicher Wert Vorhaben zur Bebauung des Eckgrundstücks zur heutigen Wichernstraße zogen sich über einen längeren Zeitraum hin. Ende 1903 wurde bereits eine Vereinbarung zur Hofgemeinschaft mit dem Nachbarn getroffen doch erst am letzten Apriltag des Jahres 1907 gelangte ein erster Bauantrag zur Antragstellung. Hierfür hatte die Leipziger Terrain-Gesellschaft bei Architekt Emil Franz Hänsel Entwurfszeichnungen in Auftrag gegeben. Nach Versagung starteten Bauherr und Architekt wenige Monate später einen neuerlichen Versuch, erlangten im September Baufreiheit. Nach mehr als zwölf Monaten stand der Verkauf des Grundstücks an August Karl Schilling und Maurermeister Franz August Schilling, die im November 1908 um Angabe der Baufluchtlinie baten. Planänderungen übernahm jetzt der Architekt Karl Voigt, der Mitte Januar 1909 eine komplett neue Fassadenansicht offerierte. Mit Datum 3. Juli 1909 wurde die Ingebrauchnahme gestattet, keine 18 Monate später erfolgte der Weiterverkauf. Ab 1911 ist die Fleischerei Spalteholz auf dem Grundstück tätig, betreibt ihr Geschäft in einem Laden des Hauses. Im Erdgeschoss waren zwei Läden mit anhängenden Wohnbereichen vorgesehen nebst einer Normalwohnung, darüber kamen je drei Mietparteien unter. Die verbrochene Ecke bot die Möglichkeit für Austritte, die Mittelwohnung besaß Aborte nur über den Flur. Insgesamt fünfzehn Achsen zeigt die Fassade, komplett verputzt und mit Kunststeingliederungen versehen. Aufmerksamkeit erheischt der bis zu den Sohlbänken des Parterre reichende edle Sandsteinquadersockel, eine Rhythmisierung in den Obergeschossen bringen Putzlisenen. Es haben sich neben Haustür, Oberlicht, der Mehrzahl der Fenster (bis zur Sanierung) auch qualitätvolle Details der Innenausstattung erhalten, wohl um 2015/2016 erfolgte die Sanierung mit sehr gutem, vorzeigbarem Ergebnis, der Ladenbereich an der Wichernstraße wurde einer Wohnnutzung zugeführt. Die Gauben des ausgebauten Dachgeschosses schieben sich leider etwas störend in den Vordergrunda. Für den markanten Eckbau im Erweiterungsgebiet besteht ein baugeschichtlicher und ortsteilentwicklungsgeschichtlicher Wert. LfD/2016, 2017 | 09264564 |
| Direkt Bild zu diesem Denkmal hochladen | Mietshaus in geschlossener Bebauung in Ecklage | Stegerwaldstraße 8 (Karte)                             | um 1900 (Mietshaus) | ehemals mit Gaststätte, Putzfassade, baugeschichtlich von Bedeutung | 09264529 |
|                                         | Mietshaus in geschlossener Bebauung | Stegerwaldstraße 10 (Karte)                            | nach 1890 (Mietshaus) | Putzfassade, Holzpaneele und Stuckgliederung im Eingangsbereich, baugeschichtlich von Bedeutung | 09264422 |
|                                         | Mietshaus in geschlossener Bebauung | Stegerwaldstraße 12 (Karte)                            | 1906/1907 (Mietshaus) | mit Laden, Klinkerfassade, baugeschichtlich von Bedeutung | 09264423 |
|                                         | Mietshaus in geschlossener Bebauung | Stegerwaldstraße 14 (Karte)                            | vor 1910 (Mietshaus) | Klinkerfassade, Holzpaneele im Eingangsbereich, baugeschichtlich von Bedeutung | 09264424 |
|                                         | Mietshaus in geschlossener Bebauung in Ecklage | Stegerwaldstraße 15 (Karte)                            | um 1915 (Mietshaus) | ehemals mit Eckladen, Putzfassade, baugeschichtlich von Bedeutung | 09264530 |
|                                         | Mietshaus in halboffener Bebauung | Stegerwaldstraße 16 (Karte)                            | um 1900 (Mietshaus) | Klinkerfassade, baugeschichtlich von Bedeutung | 09264425 |
| Direkt Bild zu diesem Denkmal hochladen | Mietshaus in geschlossener Bebauung | Stegerwaldstraße 17 (Karte)                            | 1910/1920 (Mietshaus) | Putzfassade, baugeschichtlich von Bedeutung | 09260952 |
| Direkt Bild zu diesem Denkmal hochladen | Mietshaus in halboffener Bebauung in Ecklage | Stegerwaldstraße 19 (Karte)                            | 1911–1914 (Mietshaus) | ehemals mit Laden, Putzfassade, reiche Schablonenmalerei im Treppenhaus, Vorgarten an der Saarbrückenstraße, baugeschichtlich von Bedeutung An der Ecke Saarbrückenstraße wurde 1911 ein viergeschossiges Mietshaus von den Architekten Langheinrich & Riedel entworfen und der Bau begonnen. Zunächst trat die Leipziger Terrain-Gesellschaft als Bauherr auf, später werden Johann Eckehardt Häublein und der Zimmermeister Heinrich Salewski als Bauherrenschaft und Ausführende genannt. Infolge Zwangsversteigerung konnte das Gebäude erst 1914 fertiggestellt werden. Der schlichte Reformstilbau ist verputzt, die Fassade lebt von einer geschickten Fensteraufteilung, ist gegliedert durch Putzspiegel, Gesimse, leicht vorstehende Pilaster mit Kapitellen. Im Erdgeschoss links war ein Kolonialwaren-Geschäft vorgesehen, an der Saarbrückenstraße liegt ein Vorgarten. Die Ausstattung ist weitgehend erhalten, insbesondere die reiche Schablonenmalerei im Treppenhaus sowie historische Kachelöfen verdienen Aufmerksamkeit. In den Obergeschossen je drei 3-Raum-Wohnungen, zwei davon mit Bad. LfD/2005 | 09299744 |
| Direkt Bild zu diesem Denkmal hochladen | Mietshaus in geschlossener Bebauung | Stünzer Straße 1 (Karte)                               | um 1890 (Mietshaus) | Putzfassade, baugeschichtlich von Bedeutung | 09261056 |
| Direkt Bild zu diesem Denkmal hochladen | Mietshaus in halboffener Bebauung in Ecklage, mit seitlicher Toreinfahrt | Stünzer Straße 2 (Karte)                               | um 1895 (Mietshaus) | Klinkerfassade, seitliches Tor mit Einfahrtgitter, baugeschichtlich von Bedeutung | 09261054 |
| Direkt Bild zu diesem Denkmal hochladen | Mietshaus in geschlossener Bebauung | Stünzer Straße 3 (Karte)                               | um 1920 (Mietshaus) | mit Tordurchfahrt, mit Laden, Putzfassade, ortsentwicklungsgeschichtlich von Bedeutung | 09261057 |
| Direkt Bild zu diesem Denkmal hochladen | Mietshaus in halboffener Bebauung mit seitlicher Toreinfahrt | Stünzer Straße 4 (Karte)                               | um 1895 (Mietshaus) | Klinkerfassade, Treppenhausfenster mit Resten geätzter Verglasung, baugeschichtlich von Bedeutung | 09261055 |
| Direkt Bild zu diesem Denkmal hochladen | Mietshaus in geschlossener Bebauung | Stünzer Straße 5 (Karte)                               | 1912 (Mietshaus) | Putzfassade, Schablonenmalerei, teilweise farbige Treppenhausfenster, baugeschichtlich von Bedeutung | 09264426 |
| Direkt Bild zu diesem Denkmal hochladen | Mietshäuser einer Wohnanlage, mit Vorgarten | Stünzer Straße 6; 8 (Karte)                            | nach 1930 (Mietshaus) | Putzfassade, geschliffene Treppenhausfenster, zur Wohnanlage Neumannstraße 10–20, baugeschichtlich von Bedeutung | 09264427 |
|                                         | Mietshäuser einer Wohnanlage, mit Vorgärten zur Friedrich-Dittes-Straße und zur Neumannstraße | Stünzer Straße 7; 9; 11 (Karte)                        | um 1930 (Mehrfamilienwohnhaus) | siehe auch Friedrich-Dittes-Straße 6 und Neumannstraße 1–5, Putzfassade, baugeschichtlich von Bedeutung | 09264502 |
|                                         | Mietshaus einer Wohnanlage, mit Vorgarten | Stünzer Straße 10 (Karte)                              | nach 1930 (Mehrfamilienwohnhaus) | Putzfassade, Terrazzo im Eingangsbereich, siehe auch Neumannstraße 7–17 und Friedrich-Dittes-Straße 8–18, baugeschichtlich von Bedeutung | 09264428 |
| Weitere Bilder                          | Eisenbahnbrücke über die Theodor-Neubauer-Straße | Theodor-Neubauer-Straße (Karte)                        | 1875 (Eisenbahnbrücke) | Strecke 6361 (sä. LC) Abzw. Leipzig Anger – Abzw. Leipzig Heiterblick (Streckenkilometer 4,57) Eisenbahnbrücke am Feldweg Nummer 1, eisenbahngeschichtlich von Bedeutung | 09261093 |
| Weitere Bilder                          | Mietshaus in geschlossener Bebauung in Ecklage (bauliche Einheit mit Zweinaundorfer Straße 17) | Theodor-Neubauer-Straße 1 (Karte)                      | 1898 (Mietshaus) | mit Tordurchfahrt, mit Läden, Klinkerfassade, Windfangtür mit geätzter Verglasung, Stuckreste im Eingangsbereich, baugeschichtlich von Bedeutung | 09264486 |
|                                         | Mietshaus in offener Bebauung in Ecklage | Theodor-Neubauer-Straße 3 (Karte)                      | um 1900 (Mietshaus) | ehemals mit Eckladen, Klinkerfassade, reicher Stuck und Holzpaneele im Eingangsbereich, baugeschichtlich von Bedeutung | 09264430 |
|                                         | Mietshaus in ehemals geschlossener Bebauung | Theodor-Neubauer-Straße 6 (Karte)                      | 1884 (Mietshaus) | mit Hausdurchgang, Putzfassade, baugeschichtlich von Bedeutung | 09264431 |
| Weitere Bilder                          | Kirche | Theodor-Neubauer-Straße 16 (Karte)                     | 1949–1950 (Kirche), Ende 19. Jh. (Gedenktafel) | schlichter Putzbau der Nachkriegszeit, Seltenheitswert, eine der sogenannten Notkirchen in Deutschland nach Entwurf des Architekten Otto Bartning, künstlerische und architekturgeschichtliche Bedeutung | 09264434 |
|                                         | Kinderkrippe in offener Bebauung mit Vorgarten und Garten | Theodor-Neubauer-Straße 18 (Karte)                     | um 1955 (Kinderkrippe) | Putzfassade, Windfangtür, baugeschichtlich von Bedeutung | 09264435 |
|                                         | Mietshaus in offener Bebauung in Ecklage, mit Einfriedung | Theodor-Neubauer-Straße 19a (Karte)                    | 1927 (Mietshaus) | mit Eckladen, zeittypische Putzfassade mit Erkern, Garagen im Keller des Hauses, Terrazzo im Eingangsbereich, baugeschichtlich von Bedeutung | 09264437 |
|                                         | Mietvilla, mit Einfriedung und Garten | Theodor-Neubauer-Straße 19b (Karte)                    | 1892–1893 (Mietvilla), 1893 (Einfriedung) | Klinkerfassade, baugeschichtlich von Bedeutung | 09264438 |
| Weitere Bilder                          | Mietshaus in geschlossener Bebauung in Ecklage, mit Einfriedung und Vorgarten | Theodor-Neubauer-Straße 21 (Karte)                     | 1914 (Mietshaus) | Putzfassade, Stuck im Eingangsbereich, baugeschichtlich von Bedeutung | 09264439 |
|                                         | Mietshaus in geschlossener Bebauung mit Einfriedung und Vorgarten | Theodor-Neubauer-Straße 23 (Karte)                     | 1912 (Mietshaus) | Putzfassade, Windfangtür mit farbigem Oberlicht, baugeschichtlich von Bedeutung | 09264440 |
|                                         | Mietshaus in geschlossener Bebauung in Ecklage | Theodor-Neubauer-Straße 27 (Karte)                     | um 1885 (Mietshaus) | mit Eckladen und ehemaligem Laden, Putzfassade, Stuckkehle und Holzpaneele im Eingangsbereich, Windfangtür mit Ätzglas, baugeschichtlich von Bedeutung | 09260968 |
|                                         | Mietshaus in geschlossener Bebauung in Ecklage | Theodor-Neubauer-Straße 29 (Karte)                     | 1899 (Mietshaus) | ehemals mit Eckladen, Klinkerfassade, geätzte Treppenhausfenster, Ausmalung, baugeschichtlich von Bedeutung | 09264441 |
|                                         | Mietshaus in geschlossener Bebauung | Theodor-Neubauer-Straße 31 (Karte)                     | 1897 (Mietshaus) | gut gegliederte Klinkerfassade mit Stuck- und Kunststeingliederung, Stuck im Eingangsbereich, baugeschichtlich von Bedeutung | 09264442 |
|                                         | Ehemalige Fabrikantenvilla (später Poliklinik), mit Zufahrt und Einfriedung, Gartenhaus, Garten mit Allee sowie Toranlage | Theodor-Neubauer-Straße 32 (Karte)                     | 1900/1910 (Fabrikantenvilla) | Putzfassade, Reformstil-Architektur, baugeschichtlich und gartenkünstlerisch von Bedeutung | 09264443 |
|                                         | Wohnhaus in geschlossener Bebauung, mit Pflasterung in der Tordurchfahrt | Theodor-Neubauer-Straße 33 (Karte)                     | bezeichnet 1875 (Wohnhaus) | mit Tordurchfahrt, Putzfassade, ehemals Remisen im Hinterhof, ortsentwicklungsgeschichtlich von Bedeutung | 09264444 |
|                                         | Mietshaus in halboffener Bebauung | Theodor-Neubauer-Straße 34 (Karte)                     | um 1890 (Mietshaus) | mit Tordurchfahrt, Putzfassade, baugeschichtlich von Bedeutung | 09290823 |
|                                         | Mietshaus in geschlossener Bebauung | Theodor-Neubauer-Straße 36 (Karte)                     | um 1890 (Mietshaus) | mit Hausdurchgang, Putzfassade, baugeschichtlich von Bedeutung | 09264371 |
|                                         | Mietshaus in geschlossener Bebauung mit Gaststätte und Kegelbahn | Theodor-Neubauer-Straße 38 (Karte)                     | um 1890 (Mietshaus) | mit Tordurchfahrt, Klinkerfassade, baugeschichtlich von Bedeutung | 09264445 |
| Weitere Bilder                          | Mietshaus in geschlossener Bebauung | Theodor-Neubauer-Straße 40 (Karte)                     | 1897–1900 (Mietshaus) | mit Tordurchfahrt, mit Laden, Klinkerfassade, baugeschichtlich von Bedeutung | 09264446 |
|                                         | Mietshaus in geschlossener Bebauung | Theodor-Neubauer-Straße 42 (Karte)                     | nach 1890 (Mietshaus) | mit Tordurchfahrt, Klinkerfassade, farbige Treppenhausfenster, baugeschichtlich von Bedeutung | 09264447 |
|                                         | Mietshaus in geschlossener Bebauung | Theodor-Neubauer-Straße 44 (Karte)                     | 1891 (Mietshaus) | mit Tordurchfahrt, Putzfassade, geätzte Treppenhausfenster, Stuck in der Tordurchfahrt, baugeschichtlich von Bedeutung | 09264448 |
|                                         | Mietshaus in geschlossener Bebauung und Hinterhaus | Theodor-Neubauer-Straße 46 (Karte)                     | 1887/1889 (Mietshaus) | Vorderhaus mit Hausdurchgang, Klinkerfassade, Stuck im Hofdurchgang, baugeschichtlich von Bedeutung | 09264449 |
|                                         | Mietshaus in geschlossener Bebauung | Theodor-Neubauer-Straße 46b (Karte)                    | 1888 (Mietshaus) | mit Tordurchfahrt, Klinkerfassade, baugeschichtlich von Bedeutung | 09264450 |
|                                         | Mietshaus in geschlossener Bebauung | Theodor-Neubauer-Straße 50 (Karte)                     | um 1890 (Mietshaus) | Putzfassade, baugeschichtlich von Bedeutung | 09261050 |
|                                         | Mietshaus in geschlossener Bebauung | Theodor-Neubauer-Straße 51 (Karte)                     | 1925/1930 (Mietshaus) | Putzfassade, baugeschichtlich von Bedeutung | 09264534 |
| Weitere Bilder                          | Mietshaus in geschlossener Bebauung und Hinterhaus | Theodor-Neubauer-Straße 52 (Karte)                     | 1890 (Mietshaus) | Vorderhaus mit Tordurchfahrt, historisierende Putzfassade mit Stuckdekoration, baugeschichtlich von Bedeutung | 09264452 |
|                                         | Mietshaus in geschlossener Bebauung | Theodor-Neubauer-Straße 54 (Karte)                     | 1897 (Mietshaus) | mit Tordurchfahrt, Klinkerfassade, baugeschichtlich von Bedeutung | 09264453 |
|                                         | Mietshaus in halboffener Bebauung | Theodor-Neubauer-Straße 56 (Karte)                     | 1897 (Mietshaus) | Klinkerfassade, Stuck im Eingangsbereich, baugeschichtlich von Bedeutung | 09264454 |
| Weitere Bilder                          | Fabrikgebäude in offener Bebauung | Theodor-Neubauer-Straße 60 (Karte)                     | bezeichnet 1913 (Fabrikgebäude) | letzter Gebäudeflügel der bedeutenden Maschinenbaufabrik für das Druckereigewerbe des Leipziger Unternehmers Karl Krause und seines Nachfolgers Heinrich Biagosch, dominanter, mehrgeschossiger Klinkerbau, industriegeschichtlich, technikgeschichtlich und ortsbildprägend von Bedeutung | 09261088 |
| Weitere Bilder                          | Mietshauszeile in geschlossener Bebauung (bauliche Einheit mit Wichernstraße 33) und Vorgarten zur Stegerwaldstraße | Theodor-Neubauer-Straße 62; 64; 66 (Karte)             | um 1930 (Mietshaus) | Putzfassade, bleiverglaste Treppenhausfenster, baugeschichtlich von Bedeutung | 09264455 |
|                                         | Mietshauszeile in geschlossener Bebauung (bauliche Einheit mit Saarbrückenstraße 17) | Theodor-Neubauer-Straße 68; 70; 72; 74 (Karte)         | um 1930 (Mietshaus) | Putzfassade, bleiverglaste Treppenhausfenster, baugeschichtlich von Bedeutung | 09264456 |
|                                         | Mietshaus in halboffener Bebauung in Ecklage | Tiefe Straße 1 (Karte)                                 | um 1915 (Mietshaus) | mit Läden, Putzfassade, baugeschichtlich von Bedeutung | 09299436 |
|                                         | Mietshaus in halboffener Bebauung | Tiefe Straße 2 (Karte)                                 | um 1915 (Mietshaus) | Putzfassade mit Putzreliefs und sehr schönem Portal, baugeschichtlich von Bedeutung | 09291843 |
|                                         | Mietshaus in geschlossener Bebauung | Tiefe Straße 3 (Karte)                                 | um 1915 (Mietshaus) | Putzfassade, Stuckmarmor und Stuck im Eingangsbereich, baugeschichtlich von Bedeutung | 09291844 |
|                                         | Mietshaus in geschlossener Bebauung | Tiefe Straße 4 (Karte)                                 | um 1915 (Mietshaus) | Putzfassade, Stuck im Eingangsbereich, baugeschichtlich von Bedeutung | 09291845 |
|                                         | Mietshaus in geschlossener Bebauung | Tiefe Straße 5 (Karte)                                 | um 1915 (Mietshaus) | Putzfassade, bleiverglaste Treppenhausfenster, baugeschichtlich von Bedeutung | 09291846 |
|                                         | Mietshaus in geschlossener Bebauung | Tiefe Straße 6 (Karte)                                 | um 1915 (Mietshaus) | Putzfassade, Reste bleiverglaster Treppenhausfenster, baugeschichtlich von Bedeutung | 09291847 |
|                                         | Mietshaus in geschlossener Bebauung | Tiefe Straße 7 (Karte)                                 | um 1915 (Mietshaus) | Putzfassade, Schablonenmalerei im Eingangsbereich, baugeschichtlich von Bedeutung | 09291848 |
|                                         | Mietshäuser einer Wohnanlage | Trinitatisstraße 1; 2; 3; 4; 5; 6; 7; 8; 9 (Karte)     | 1933 (Mehrfamilienwohnhaus) | Putzfassaden, farbige Treppenhausfenster, Nummer 9 mit Eckladen, um begrünten, großen Innenhof, siehe auch Gregor-Fuchs-Straße 29/31, baugeschichtlich von Bedeutung | 09264460 |
| Direkt Bild zu diesem Denkmal hochladen | Mietshaus in geschlossener Bebauung | Ungerstraße 4 (Karte)                                  | um 1900 (Mietshaus) | historisierende Klinkerfassade, baugeschichtlich von Bedeutung | 09262331 |
| Direkt Bild zu diesem Denkmal hochladen | Mietshaus in geschlossener Bebauung | Ungerstraße 6 (Karte)                                  | 1900/1905 (Mietshaus) | ehemals mit Laden, Klinkerfassade, Stuckreste im Eingangsbereich, baugeschichtlich von Bedeutung | 09264463 |
| Weitere Bilder                          | Fabrik- und Lagergebäude (Cichoriusstraße 11 und Ungerstraße 8) mit zwei Kühlhäusern, Verwaltungsanbau, Schornstein, Kessel- und Maschinenhaus | Ungerstraße 8 (Karte)                                  | 1898–1908 (Fabrikanlage), 1901–1902 (Verwaltungsgebäude), 1898, Eisfabrikation (Fabrikgebäude), 1901–1902 (Kessel- und Maschinenhaus), 1905–1906 (Kühlhaus)                                                                                 | ehemals zur Linde’s Eismaschinen Aktiengesellschaft gehöriges Werk, Zeugnis der frühen Kühlhausnutzung nach dem Patent Carl Linde in Leipzig, industriegeschichtlich und technikgeschichtlich bedeutend | 09294783 |
| Direkt Bild zu diesem Denkmal hochladen | Mietshaus in geschlossener Bebauung in Ecklage | Ungerstraße 16 (Karte)                                 | um 1885 (Mietshaus) | ehemals mit Eckladen, Putzfassade, Haustüroberlicht mit Resten geätzter Scheiben, baugeschichtlich von Bedeutung | 09260971 |
| Direkt Bild zu diesem Denkmal hochladen | Mietshaus in geschlossener Bebauung | Ungerstraße 19 (Karte)                                 | um 1880 (Mietshaus) | mit Tordurchfahrt, Putzfassade, baugeschichtlich von Bedeutung | 09260987 |
| Direkt Bild zu diesem Denkmal hochladen | Mietshaus in geschlossener Bebauung | Ungerstraße 21 (Karte)                                 | um 1890 (Mietshaus) | mit Tordurchfahrt, Putzfassade, baugeschichtlich von Bedeutung | 09264464 |
| Direkt Bild zu diesem Denkmal hochladen | Mietshaus in geschlossener Bebauung | Ungerstraße 23 (Karte)                                 | um 1885 (Mietshaus) | mit Tordurchfahrt, Putzfassade, baugeschichtlich von Bedeutung | 09260986 |
| Weitere Bilder                          | Maschinenfabrik Karl Krause (ehem.); Villa Krause: Fabrikantenvilla (Weidenbachplan 1), Remisengebäude (Weidenbachplan 3) und Kontorgebäude (Zweinaundorfer Straße 55–59) einer Fabrik | Weidenbachplan 1; 3 (Karte)                            | 1913 (Villa) | siehe auch Theodor-Neubauer-Straße 60 sowie Zweinaundorfer Straße 55-59, ortshistorisch und baugeschichtlich von Bedeutung | 09264498 |
|                                         | Handschwengelpumpe mit Brunnenschacht und Abdeckplatte | Wichernstraße (Karte)                                  | 1901 (Handschwengelpumpe) | neben Nummer 2, Typ Delphin, ortsgeschichtlich von Bedeutung | 09294847 |
| Direkt Bild zu diesem Denkmal hochladen | Mietshaus in halboffener Bebauung | Wichernstraße 5 (Karte)                                | um 1895 (Mietshaus) | mit Tordurchfahrt, Putzfassade, baugeschichtlich von Bedeutung | 09264526 |
| Direkt Bild zu diesem Denkmal hochladen | Mietshaus in ehemals geschlossener Bebauung | Wichernstraße 14 (Karte)                               | 1910/1915 (Mietshaus) | Putzfassade, baugeschichtlich von Bedeutung | 09264527 |
|                                         | Mietshaus in geschlossener Bebauung | Wichernstraße 18 (Karte)                               | 1910/1915 (Mietshaus) | Putzfassade, Haustür mit geschliffenen Scheiben, baugeschichtlich von Bedeutung | 09264531 |
|                                         | Mietshaus in geschlossener Bebauung | Wichernstraße 19 (Karte)                               | bezeichnet 1904 (Mietshaus) | ehemals mit Laden, Klinkerfassade, Stuck im Eingangsbereich, baugeschichtlich von Bedeutung | 09264466 |
|                                         | Mietshaus in geschlossener Bebauung | Wichernstraße 20 (Karte)                               | 1910/1920 (Mietshaus) | Putzfassade, baugeschichtlich von Bedeutung | 09264532 |
|                                         | Mietshaus in halboffener Bebauung in Ecklage | Wichernstraße 21 (Karte)                               | 1915/1920 (Mietshaus) | Putzfassade, baugeschichtlich von Bedeutung | 09291165 |
| Weitere Bilder                          | Mietshaus in geschlossener Bebauung | Wichernstraße 22 (Karte)                               | 1906 (Mietshaus) | Putzfassade, Treppenhausausmalung 1920er Jahre, bleiverglaste Treppenhausfenster, baugeschichtlich von Bedeutung | 09264467 |
|                                         | Mietshaus in geschlossener Bebauung | Wichernstraße 24 (Karte)                               | um 1906 (Mietshaus) | Putzfassade, Terrazzo und Stuck im Eingangsbereich, baugeschichtlich von Bedeutung | 09264468 |
|                                         | Mietshaus in geschlossener Bebauung | Wichernstraße 25 (Karte)                               | 1911–1912 (Mietshausblock) | Putzfassade, Dokument für sozialen Wohnungsbau, baugeschichtlich von Bedeutung An der Planstraße A der Leipziger Terrain-Gesellschaft entstanden 1911 bis 1912 die Häuser der heutige Wichernstraße 25–31, einer als Einheit gedachten Gebäudegruppe, die Pläne wurden im Büro der Terrain-Gesellschaft gefertigt. Nach Erteilung der Baugenehmigungen wurden die einzelnen Parzellen samt genehmigtem Vorhaben verkauft. Die Mietshausgruppe mit Putzfassaden wird von den Nummer 23 und 31 gerahmt, deren Zugänge über den Hof erfolgen. Am 28. Dezember 1911 erfolgte der Verkauf von Nummer 25 an Zimmermeister Albert Louis Hermann Hartung, der als Bauherr selbst auch Ausführung, Bauleitung und die Berechnungen in statischer Hinsicht übernahm. Mit kleinen Änderungen wurde der ursprüngliche Entwurf bis September 1912 umgesetzt. Weiter Eigentümer waren ab 1914 Buchbindermeister Friedrich Hermann Kummer und ab 1922 die Eheleute Richard und Margarethe Hobler aus Neunkirchen. Im Jahr 2002 Sanierung durch Q-big Bauträger GmbH nach Planvorlage durch Dipl.-Ing. Stefan Hemman. In der Bauakte sind 1919 die Genehmigung für die Einrichtung einer Notwohnung im Dachgeschoss und 1985 der Prüfbescheid bezüglich einer Funktionsbereichsmodernisierung hinterlegt. Breitere Fenster sind mittig in die Fassadenaufteilung des Dreispänners eingeordnet, eine kleine Akzentuierung erfolgt durch die Rundbogenfassung des Hauseingangs und zwei je zweiachsige Seitenrisalite. Zur erhaltenen Ausstattung gehören unter anderem Wandkacheln und Schablonenmalerei im Eingangsbereich, bleiverglaste Treppenhausfenster sowie nach Vorlage neu gefertigte Jalousieblenden. Der Reformstilbau besitzt innerhalb des Plangebietes einen baugeschichtlichen Wert. LfD/2011, 2016 | 09264469 |
| Weitere Bilder                          | Mietshaus in geschlossener Bebauung | Wichernstraße 26 (Karte)                               | um 1910 (Mietshaus) | mit Laden, Putzfassade, Dokument für sozialen Wohnungsbau, baugeschichtlich von Bedeutung | 09264470 |
|                                         | Mietshaus in geschlossener Bebauung | Wichernstraße 27 (Karte)                               | 1911–1912 (Mietshaus) | Putzfassade, Dokument für sozialen Wohnungsbau, baugeschichtlich von Bedeutung An der Planstraße A der Leipziger Terrain-Gesellschaft entstanden 1911 bis 1912 die Häuser der heutige Wichernstraße 25–31, einer als Einheit gedachten Gebäudegruppe. Die Pläne wurden im Büro der Terrain-Gesellschaft gefertigt. Nach Erteilung der Baugenehmigungen wurden die einzelnen Parzellen mit den Plänen verkauft. Die Mietshausgruppe mit Putzfassaden wird von den Nrn. 23 und 31 gerahmt, deren Zugänge über den Hof erfolgen. Auch das Baugrundstück der heutigen Nummer 27 übernahm Zimmermeister Albert Louis Hermann Hartung aus Leipzig-Gohlis als Eigentümer und Ausführender, die abschließende Prüfung des Mietshausneubaus erfolgte im September 1912. Ab 1917 ist der Schutzmann Albert Paul Peter benannt, der als Grundstücksbesitzer zwei Jahre später den Einbau einer Dachgeschosswohnung forcierte. 1985 Vorhaben einer Funktionsbereichsmodernisierung durch den VEB Gebäudewirtschaft Leipzig, 1999 Bauantrag für Sanierung und Dachgeschossausbau durch Matthias Obendorf. Die schlichte Reformstil-Putzfassade über Kunststeinsockel mit Mittelrisalit und prägendem Dach. Zur originalen Innenausstattung gehören unter anderem Wandkacheln im Hauseingang, die Wohnungseingangstüren und eine eiserne Kellerschranke. Das in geschlossener Reihe stehende Gebäude besitzt einen baugeschichtlichen Wert. LfD/2011, 2016 | 09303004 |
|                                         | Mietshaus in geschlossener Bebauung | Wichernstraße 28 (Karte)                               | 1910/1920 (Mietshaus) | Putzfassade, reiche Ausstattung, Dokument für sozialen Wohnungsbau, baugeschichtlich von Bedeutung | 09264533 |
|                                         | Mietshaus in geschlossener Bebauung | Wichernstraße 29 (Karte)                               | 1911–1912 (Mietshaus) | Putzfassade, baugeschichtlich von Bedeutung An der Planstraße A der Leipziger Terrain-Gesellschaft entstanden 1911 bis 1912 die Häuser der heutige Wichernstraße 25–31, einer als Einheit gedachten Gebäudegruppe. Die Pläne wurden im Büro der Terrain-Gesellschaft gefertigt. Nach Erteilung der Baugenehmigungen wurden die einzelnen Parzellen samt genehmigtem Vorhaben verkauft. Die Mietshausgruppe mit Putzfassaden wird von den Häusern 23 und 31 gerahmt, deren Zugänge über den Hof erfolgen. Optisch Bezug nimmt das Haus 29 zu Nummer 25, Bauherr und Ausführender waren ebenfalls das Zimmerei-Geschäft für Neu- und Umbauten von Hermann Hartung. Die Fertigstellung erfolgte im Juni 1912. Ab August des gleichen Jahres Übernahme des Grundstücks durch Hulda Frieda verehelichte Ranft, ab März 1931 Besitz von Paul Bruno Ranft. Im Mittelfeld der Fassade breitere Fenster und Fassung durch Pilaster in den beiden mittleren Geschossen sowie links und rechts zweiachsige Risalite. Ein weiterer Dachausbau präsentiert sich wenig vorteilhaft, die Ausstattung ist weitgehend erhalten, die für das Erscheinungsbild der Fassade sehr wichtigen Jalousieblenden wurden nach Vorlage neu gefertigt. Das Gebäude besitzt einen baugeschichtlichen Wert. LfD/2011, 2016 | 09303005 |
| Weitere Bilder                          | Mietshaus in geschlossener Bebauung | Wichernstraße 30 (Karte)                               | 1910 (Mietshaus) | Putzfassade, bleiverglaste Treppenhausfenster, baugeschichtlich von Bedeutung | 09264471 |
|                                         | Mietshaus in halboffener Bebauung, mit seitlicher Toreinfahrt | Wichernstraße 31 (Karte)                               | 1911–1913 (Mietshaus) | Putzfassade, baugeschichtlicher Wert An der Planstraße A der Leipziger Terrain-Gesellschaft entstanden 1911 bis 1912 die Häuser der heutige Wichernstraße 25–31, einer als Einheit gedachten Gebäudegruppe. Die Pläne wurden im Büro der Terrain-Gesellschaft gefertigt. Nach Erteilung der Baugenehmigungen wurden die einzelnen Parzellen samt genehmigtem Vorhaben verkauft. Die Mietshausgruppe wird von den Häusern Nummer 23 und 31 gerahmt, deren Zugänge über den Hof erfolgen. Der Verkauf des Grundstücks Nummer 31 erfolgte im Mai 1913 an den Lindenthaler Zimmermeister Heinrich Julius Salewski und den in Leipzig-Sellerhausen ansässigen Agenten Johann Erhardt Häublein, Ausführung und Bauleitung des im Oktober fertig gestellten Hauses übernahm Salewski selbst. 1915 Übergang nach Zwangsversteigerung in den Besitz der Fregestiftung zur Erbauung billiger Mietwohnungen in Leipzig. Im Jahr 1985 Prüfbescheid für eine Funktionsbereichsmodernisierung im Auftrag des VEB GWL, 2008 Bauantrag für Sanierung, Balkon-Ersatzneubau sowie Ausbau des Dachgeschosses durch die Leipziger Priamus GmbH. Der Putzbau in halboffener Bebauung, mit hofseitigem Zugang und flächig gegliederter Putzfassade. Markant sticht der große, über drei Stockwerke reichende Kastenerker hervor. Teile der Innenausstattung sind erhalten. Für den Reformstilbau sind ein baugeschichtlicher Wert zu konstatieren und auf die straßenraumprägende Funktion zu verweisen. LfD/2011, 2016 | 09264472 |
|                                         | Mietshaus in halboffener Bebauung (Hauszeile mit Theodor-Neubauer-Straße 62–66) mit seitlicher Toreinfahrt | Wichernstraße 33 (Karte)                               | um 1930 (Mietshaus) | Putzfassade, bleiverglaste Treppenhausfenster, baugeschichtlich von Bedeutung | 09264473 |
|                                         | Mietshaus in geschlossener Bebauung | Wiebelstraße 3 (Karte)                                 | um 1880 (Mietshaus) | mit Tordurchfahrt, Putzfassade, baugeschichtlich von Bedeutung | 09261018 |
|                                         | Mietshaus in geschlossener Bebauung | Wiebelstraße 5 (Karte)                                 | um 1885 (Mietshaus) | mit Tordurchfahrt, Putzfassade, baugeschichtlich von Bedeutung | 09294822 |
|                                         | Mietshaus in geschlossener Bebauung | Wiebelstraße 7 (Karte)                                 | 1912 (Mietshaus) | mit Tordurchfahrt, Putzfassade, bleiverglaste Treppenhausfenster, Stuckkehle in der Tordurchfahrt, Reformstil-Architektur, baugeschichtlich von Bedeutung | 09264474 |
|                                         | Mietshaus in ehemals geschlossener Bebauung | Wiebelstraße 9 (Karte)                                 | um 1902 (Mietshaus) | mit Tordurchfahrt, Putzfassade, Risalit mit Fachwerkgiebel, die Rietzschke fließt unter dem Haus hindurch, ortsentwicklungsgeschichtlich von Bedeutung | 09299419 |
|                                         | Mietshaus in geschlossener Bebauung | Wurzner Straße 2 (Karte)                               | um 1890 (Mietshaus) | mit Tordurchfahrt, ehemals stadtbekanntes Ballhaus »Grüne Schenke« im Hof, Abbruch Saalbau 2007, Vorderhaus mit Läden, Klinkerfassade, Stuck in der Tordurchfahrt, Stuck und Holzpaneele im Eingangsbereich, baugeschichtlich von Bedeutung | 09264475 |
|                                         | Treppenhausausstattung eines Mietshauses (Anschrift: Breite Straße 1 und Wurzner Straße 2a) | Wurzner Straße 2a (Karte)                              | um 1890 (Ausstattung) | Treppenhaus, Wohnungstüren mit Gittern, Fußbodenfliesen im Muster, baugeschichtlich von Bedeutung | 09261022 |
|                                         | Mietshaus in geschlossener Bebauung | Wurzner Straße 4 (Karte)                               | um 1895 (Mietshaus) | mit Läden, Klinkerfassade, Zugang über die Tordurchfahrt von Nummer 2, baugeschichtlich von Bedeutung | 09261021 |
|                                         | Mietshaus in geschlossener Bebauung mit Gaststätte und ovale Kanalabdeckung im Hof | Wurzner Straße 6 (Karte)                               | 1890/1895 (Mietshaus) | Klinkerfassade, geätzte Treppenhausfenster, baugeschichtlich von Bedeutung | 09264476 |
|                                         | Mietshaus in geschlossener Bebauung | Wurzner Straße 6b (Karte)                              | um 1895 (Mietshaus) | mit Tordurchfahrt und mit Laden, Klinkerfassade, geätzte Treppenhausfenster, baugeschichtlich von Bedeutung | 09261020 |
|                                         | Mietshaus in geschlossener Bebauung | Wurzner Straße 10 (Karte)                              | 1905–1906 (Mietshaus) | mit Laden, Putzfassade, Tordurchfahrt mit eisernen Torflügeln, ehemals Fabrikgebäude im Hof, baugeschichtlich von Bedeutung | 09264477 |
|                                         | Fabrikgebäude im Hof | Wurzner Straße 12 (Karte)                              | um 1890 (Fabrik) | Klinkerfassade, originales Treppenhaus, baugeschichtlich und technikgeschichtlich von Bedeutung | 09261019 |
| Direkt Bild zu diesem Denkmal hochladen | Parkanlage mit Einfriedungsmauer | Zweinaundorfer Straße (Karte)                          | um 1890 (Parkanlage) | Park mit historischem Wegenetz und altem Gehölzbestand sowie Senk- /Staudengarten, ortsgeschichtlich und gartenhistorisch von Bedeutung | 09264510 |
| Weitere Bilder                          | Eisenbahnüberführung der »2. Verbindungsbahn« über die Zweinaundorfer Straße | Zweinaundorfer Straße (Karte)                          | 1905 (Eisenbahnbrücke) | Eisenbrücke auf Kunststeinsockel, neben Haus Nummer 61 (Strecke 6361, sä. LC), Strecke Leipzig-Hbf/Connewitz, Streckenkilometer 4916, erneuert, eisenbahngeschichtlich von Bedeutung | 09264507 |
| Weitere Bilder                          | Eisenbahnüberführung des Güterrings über die Zweinaundorfer Straße, sowie Gehwegpflaster vor der Ecke Herrnhuter Straße 2 | Zweinaundorfer Straße (Karte)                          | 1900 (Eisenbahnbrücke) | Vollwandträgerbrücke mit Bettung, eisenbahngeschichtlich und baugeschichtlich von Bedeutung | 09264506 |
|                                         | Mietshaus in geschlossener Bebauung in Ecklage | Zweinaundorfer Straße 1 (Karte)                        | um 1900 (Mietshaus) | mit Läden, Putzfassade, Haustür mit geschliffenen Scheiben, baugeschichtlich von Bedeutung | 09261043 |
|                                         | Doppelmietshaus (mit Cichoriusstraße 1) in geschlossener Bebauung in Ecklage | Zweinaundorfer Straße 2 (Karte)                        | 1891 (Mietshaus) | mit Tordurchfahrt, mit Läden, Putzfassade mit Eckerker, baugeschichtlich von Bedeutung | 09264478 |
|                                         | Mietshaus in geschlossener Bebauung | Zweinaundorfer Straße 3 (Karte)                        | 1910 (Mietshaus) | mit Läden, Putzfassade, Stuckgliederung im Eingangsbereich, baugeschichtlich von Bedeutung | 09264479 |
|                                         | Mietshaus in geschlossener Bebauung | Zweinaundorfer Straße 4 (Karte)                        | um 1890 (Mietshaus) | mit Hausdurchgang, mit Laden, Klinkerfassade, baugeschichtlich von Bedeutung | 09290856 |
| Direkt Bild zu diesem Denkmal hochladen | Mietshaus in geschlossener Bebauung | Zweinaundorfer Straße 5 (Karte)                        | 1902 (Mietshaus) | mit Läden, zeittypische Putzfassade mit zwei Kastenerkern, baugeschichtlich von Bedeutung | 09291035 |
|                                         | Mietshaus in ehemals geschlossener Bebauung | Zweinaundorfer Straße 6 (Karte)                        | 1886 (Mietshaus) | mit Tordurchfahrt und mit Läden, Putzfassade, baugeschichtlich von Bedeutung | 09264480 |
| Direkt Bild zu diesem Denkmal hochladen | Zwei Werkstattgebäude im Hof | Zweinaundorfer Straße 8 (Karte)                        | um 1890 (Werkstatt) | gelbe Klinkerfassaden, baugeschichtlich von Bedeutung | 09290721 |
| Direkt Bild zu diesem Denkmal hochladen | Mietshaus in geschlossener Bebauung | Zweinaundorfer Straße 9 (Karte)                        | vor 1910 (Mietshaus) | mit Hausdurchgang, mit Läden, Klinkerfassade, Stuckmarmorwandverkleidung, Windfangtür, baugeschichtlich von Bedeutung | 09264481 |
| Direkt Bild zu diesem Denkmal hochladen | Werkstattgebäude im Hof | Zweinaundorfer Straße 10 (Karte)                       | 1903–1904 (Werkstatt) | Klinkergliederung, baugeschichtlich von Bedeutung | 09264482 |
| Direkt Bild zu diesem Denkmal hochladen | Mietshaus in geschlossener Bebauung und Hinterhaus | Zweinaundorfer Straße 11 (Karte)                       | um 1895 (Mietshaus) | mit Tordurchfahrt, mit Läden, Klinkerfassade, baugeschichtlich von Bedeutung | 09264483 |
| Direkt Bild zu diesem Denkmal hochladen | Mietshaus in geschlossener Bebauung | Zweinaundorfer Straße 13 (Karte)                       | um 1895 (Mietshaus) | mit Tordurchfahrt, mit Laden, Klinkerfassade, Windfangtür, baugeschichtlich von Bedeutung | 09264484 |
|                                         | Mietshaus in ehemals geschlossener Bebauung | Zweinaundorfer Straße 14 (Karte)                       | 1888–1889 (Mietshaus) | mit Tordurchfahrt und mit Laden, Klinkerfassade, zwei Hinterhäuser keine Denkmale mehr, baugeschichtlich und ortsentwicklungsgeschichtlich bedeutsam Gutsbesitzer Wilhelm Bautzmann beantragte im Herbst 1863 die Neuerrichtung eines Wohnhauses und eines Nebengebäudes, dessen Ausführung er dem Maurermeister Carl Germann zu vertrauen gedachte. Wenig später übernahm Friedrich Wilhelm Köthnig das Grundstück samt Projekt, das für das Wohngebäude 1864 und die Nebengelasse 1865 abschließende Beurteilung erfuhr. Bereits 1888–1889 entstanden nach Abbruch der eben erwähnten Baulichkeiten auf dem gleichen Areal ein Vorderwohngebäude sowie zwei Hinterhäuser. Als Bauherrin fungierte Henriette verwitwete Köthnig, die sich des Architekten Richard Hagemann versicherte. Das Grundstück wurde in die Tiefe entwickelt. So nahm das neu erbaute schmale Vorderhaus nur zwei Mietparteien pro Etage auf. Im Erdgeschoss kam lediglich eine Ladenwohnung neben der Einfahrt zur Einrichtung. Für ein in etwa doppelt so breites Mittelgebäude, ebenfalls mit Durchfahrt, waren ebenerdig eine Werkstatt neben der Durchfahrt und drei Wohnungen sowie deren vier in den oberen Etagen vorgesehen. Sehr selten in Leipzig ist die Einordnung eines zweiten Hinterhauses zu Wohnzwecken, wie dies eher aus Berliner Arbeiterquartieren bekannt ist. Allenfalls in den frühen Gründerjahren um 1875 wurden in den unmittelbaren am Zentrum liegenden Vorstädten solcherart Grundstücksbebauungen vorgenommen (unter anderem Paul-List-Straße 23), Höfe in Reihung sind in der Messestadt eher im Industriebau zu finden (beispielsweise Lange Straße 22 im Zentrum-Ost). Für das zweite Hof- bzw. sogenannte Hinterwohngebäude bei Nummer 14 erfolgte Mitte Oktober 1889 die Schlussprüfung. Das alte Vordergebäude war zunächst stehen geblieben, erhielt im gleichen Zeitraum 1888/1889 einen Ladeneinbau, rückwärtig einen Abortanbau und wurde erst nach Kriegszerstörung zwischen 1961 und 1967 gänzlich abgetragen und die „Fläche enttrümmert“. Sanierungen der Hintergebäude fallen in den Zeitraum 1996–1997, die ungenehmigt aufgestellten Balkone erhielten erst nachträgliche baubehördliche Genehmigung. Wegen der zahlreichen Anbauten und denkmalunverträglichen Sanierung sind beide Hofgebäude nicht mehr in der Kulturdenkmalliste verzeichnet. Das Vorderhaus steht an der Nahtstelle der drei- zur viergeschossigen Bauweise, zeigt eine freundlich wirkende Klinkerfassade mit Putz- und Sandsteingliederungen. Wirkungsvoll steht ein über zwei Stockwerke reichender, mittig eingeordneter Kastenerker und tritt der Traufkasten weit vor, das Mansardgeschoss ist zu Wohnzwecken ausgebaut. Das Mietshaus besitzt einen baugeschichtlichen Wert. LfD/2019 | 09260959 |
|                                         | Mietshaus in geschlossener Bebauung in Ecklage (bauliche Einheit mit Theodor-Neubauer-Straße 1) | Zweinaundorfer Straße 17 (Karte)                       | 1898 (Mietshaus) | mit Läden, Klinkerfassade, Stuckreste im Eingangsbereich, Windfangtür mit farbig geätzter Verglasung, baugeschichtlich von Bedeutung | 09264485 |
| Direkt Bild zu diesem Denkmal hochladen | Turnhalle in geschlossener Bebauung im Hof | Zweinaundorfer Straße 18 (Karte)                       | um 1920 (Turnhalle) | mit originaler Ausstattung, Putzfassade, baugeschichtlich und sozialgeschichtlich von Bedeutung | 09261089 |
|                                         | Mietshaus in offener Bebauung in Ecklage | Zweinaundorfer Straße 18a (Karte)                      | bezeichnet 1890 (Mietshaus) | mit Läden, Klinkerfassade, baugeschichtlich von Bedeutung | 09264487 |
| Direkt Bild zu diesem Denkmal hochladen | Straßenartige Anlage mit Brunnen und Straßenpflaster | Zweinaundorfer Straße 20 (bei) (Karte)                 | um 1890 (Pflaster) | Sackgasse von der Zweinaundorfer Straße zu dem weit nachgestellten Doppelmietshaus 20a/20b, ortsentwicklungsgeschichtlich von Bedeutung | 09264488 |
| Direkt Bild zu diesem Denkmal hochladen | Mietshaus in geschlossener Bebauung | Zweinaundorfer Straße 21 (Karte)                       | um 1870 (Mietshaus) | ehemals mit Laden, Putzfassade, baugeschichtlich von Bedeutung | 09260960 |
|                                         | Mietshaus in halboffener Bebauung in Ecklage | Zweinaundorfer Straße 22 (Karte)                       | um 1890 (Mietshaus) | mit Eckladen, Klinkerfassade, baugeschichtlich von Bedeutung | 09264489 |
| Direkt Bild zu diesem Denkmal hochladen | Mietshaus in geschlossener Bebauung | Zweinaundorfer Straße 23 (Karte)                       | um 1870 (Mietshaus) | mit Hausdurchgang, Putzfassade, baugeschichtlich von Bedeutung | 09260961 |
| Direkt Bild zu diesem Denkmal hochladen | Mietshaus in geschlossener Bebauung | Zweinaundorfer Straße 24 (Karte)                       | um 1890 (Mietshaus) | mit Tordurchfahrt, mit Laden, Klinkerfassade, teilweise bleiverglaste Treppenhausfenster, baugeschichtlich von Bedeutung | 09264490 |
| Direkt Bild zu diesem Denkmal hochladen | Mietshaus in geschlossener Bebauung | Zweinaundorfer Straße 25 (Karte)                       | 1910/1915 (Mietshaus) | ehemals mit Laden, Putzfassade, Wandfliesen mit Dekorfliesen, baugeschichtlich von Bedeutung | 09260962 |
|                                         | Mietshaus in geschlossener Bebauung in Ecklage | Zweinaundorfer Straße 28 (Karte)                       | 1906 (Mietshaus) | mit Eckladen mit Laden, Klinkerfassade, Reste bleiverglaster Treppenhausfenster, Reste von Schablonenmalerei, baugeschichtlich von Bedeutung | 09264491 |
| Direkt Bild zu diesem Denkmal hochladen | Mietshaus in halboffener Bebauung, mit Einfriedung im Hof | Zweinaundorfer Straße 35 (Karte)                       | um 1870 (Mietshaus) | Putzfassade, markante Lage im Straßenraum, baugeschichtlich von Bedeutung | 09290760 |
| Direkt Bild zu diesem Denkmal hochladen | Mietshaus in halboffener Bebauung und Einfriedung im Hof | Zweinaundorfer Straße 37 (Karte)                       | um 1870 (Mietshaus) | Putzfassade, markante Lage im Straßenraum, baugeschichtlich von Bedeutung | 09290758 |
| Weitere Bilder                          | Maschinenfabrik Karl Krause (ehem.); Kontorgebäude (Zweinaundorfer Straße 55–59) einer Fabrik | Zweinaundorfer Straße 55; 57; 59 (Karte)               | | siehe auch Theodor-Neubauer-Straße 60 sowie Weidenbachplan 1 und 3, ortshistorisch und baugeschichtlich von Bedeutung | 09264498 |
|                                         | Mietshaus in geschlossener Bebauung | Zweinaundorfer Straße 58 (Karte)                       | 1910 (Mietshaus) | ehemals mit Gaststätte, mit großem Durchgang, Putzfassade im Reformstil, Ballhaus im Hof abgebrochen, ortsgeschichtlich und baugeschichtlich von Bedeutung | 09264497 |
|                                         | Mietshaus in geschlossener Bebauung | Zweinaundorfer Straße 60 (Karte)                       | 1910 (Mietshaus) | ehemals mit Laden, Putzfassade, Wandkacheln im Eingangsbereich, baugeschichtlich von Bedeutung | 09264499 |
| Weitere Bilder                          | Mietshaus in halboffener Bebauung | Zweinaundorfer Straße 61 (Karte)                       | 1893–1894 (Mietshaus) | mit Tordurchfahrt, mit Läden, Putzfassade, baugeschichtlich von Bedeutung Etwa zeitgleich mit dem benachbarten Eckhaus zur damaligen Wörthstraße entstand das schmale Gebäude 1893 bis 1894 durch Finanzierung des Schlossermeisters August Seyfferth in Reudnitz. Unter den Planzeichnungen stehen die Unterschriften des entwerfenden Architekten F. Thalheim sowie des ausführenden Baumeisters Georg Schumann. Der im Erdgeschoss eingerichtete Laden erfuhr 1913 einen Umbau, links neben der Haustür kam 1914 ein zweites Geschäft hinzu. Im Krieg wurde das zweigeschossige Nebengebäude im Hof teilzerstört, bisherige Nutzungen waren hier Waschküche, Rolle, Werkstatt. Mit seiner linken Giebelwand steht das Vorderhaus an der Grundstücksgrenze zum Bahngelände, der kleine eingeschossige Ladenanbau stammt aus dem Jahr 1927. Eingerichtet waren jeweils zwei Wohnungen pro Etage mit zwei Kammern, Küche, Vorplatz. Die verputzte Fassade besitzt eine leichte Betonung der beiden mittleren Achsen, Verdachungen und Sohlbänke aus Kunststein sowie ein Stockgesims auf bemerkenswert eng gestellten Stuckkonsolen. Im Mai 2017 war das Haus noch unsaniert, die historistische Ausstattung ist weitgehend erhalten, unter anderem auch die zweiflüglige Hauseingangstür. Auf der in unmittelbarer Nähe vorbeiführenden Eisenbahntrasse (Damm und Eisenbahnbrücke) ist die Anlegung eines Fuß- und Radweges geplant. Für das Mehrfamilienwohnhaus in unmittelbarer Nähe zur Eisenbahnstrecke besteht ein baugeschichtlicher Wert. LfD/2016, 2017 | 09264525 |
|                                         | Mietshaus in geschlossener Bebauung | Zweinaundorfer Straße 62 (Karte)                       | um 1895 (Mietshaus) | mit Tordurchfahrt, mit Laden, Klinkerfassade, Holzpaneele im Eingangsbereich, baugeschichtlich von Bedeutung | 09264500 |
|                                         | Mietshaus in geschlossener Bebauung | Zweinaundorfer Straße 64 (Karte)                       | um 1895 (Mietshaus) | mit Tordurchfahrt, mit Laden, Klinkerfassade, baugeschichtlich von Bedeutung | 09264501 |
| Direkt Bild zu diesem Denkmal hochladen | Heiste und schmiedeeisernes Geländer an der Gehwegrampe | Zweinaundorfer Straße 65b (vor) (Karte)                | um 1890 (Geländer) | vor Nummer 65b, straßenbildprägend von Bedeutung | 09264508 |
|                                         | Mietshaus in geschlossener Bebauung | Zweinaundorfer Straße 66 (Karte)                       | um 1895 (Mietshaus) | mit Tordurchfahrt, mit Laden, Klinkerfassade, baugeschichtlich von Bedeutung | 09299307 |
|                                         | Mietshaus in halboffener Bebauung | Zweinaundorfer Straße 70 (Karte)                       | 1902–1903 (Mietshaus) | mit Hausdurchgang, ehemals mit Laden, Klinkerfassade, ortsteilentwicklungsgeschichtlicher und straßenbildprägender Wert Kräftige Formsteinrahmungen der Fenster gliedern den gelben Klinkerbau in halboffener Bebauung, der in den Jahren 1902/1903 durch den Bauunternehmer Christoph Militzer im Eigenauftrag errichtet wurde. Entwurf und Bauleitung übernahm der Architekt Ernst Krug. Im verputzten Erdgeschoss ehemals ein Laden sowie pro Etage jeweils nur eine Wohnung mit Flur, Küche, zwei Stuben und zwei Kammern, die Toiletten auf der halben Treppe. Besitzer waren u. a. Bäckermeister Julius Ziesche (1904), Zigarrenhändler Alexander Emil Kretschmer (1910) sowie Alwine Rosa geb. Kriegel und Genossen nach dem Tod ihres Mannes. Für 1914 ist ein Ladenumbau aktenkundig. Trotz der schmalen Fassade macht das Haus durch die raffinierte Jugendstilfassade, die nur unter den Fenstern des 1. Obergeschosses schmückende Dekorplatten besitzt, auf sich aufmerksam. Die Haustür wohl um 1950. Der Mietshausbau mit ortsteilentwicklungsgeschichtlichem und straßenbildprägendem Wert. LfD/2011 | 09303820 |
|                                         | Mietshaus in halboffener Bebauung | Zweinaundorfer Straße 78 (Karte)                       | 1896–1897 (Mietshaus) | mit Tordurchfahrt, mit Laden, Putzfassade, der seitliche Ladenanbau ist kein Denkmal, Wohngebäude in städtebaulich wichtiger Lage, baugeschichtlich und ortsentwicklungsgeschichtlich bedeutsam Die Königliche Eisenbahn-Direktion gab ihr Einverständnis zu einem Wohnhausbau des Schlossermeisters August Seyfferth, sie war als Grundstücksnachbarin baubehördlicherseits einzubeziehen. Der 1896 eingereichte Entwurf eines fünfgeschossigen Hauses erfuhr durch die Baupolizei eine Ablehnung – lediglich ein Gebäude mit Parterre und zwei Obergeschossen wurde gestattet. Pläne legte Architekt Erhardt Krauß/Krauhs vor und übernahm selbst die Bauleitung. Im November begannen die Ausschachtungsarbeiten, 1897 erging Genehmigung für einen straßenbegleitenden eingeschossigen Ladenanbau und im September 1897 schließlich erfolgten Schlussabnahme und Gestattung der Ingebrauchnahme. Im Wohnhaus kamen zwei Geschäftslokale mit angrenzenden Wohnräumen zur Einrichtung. Spätere Umbauten betrafen vor allem die Läden, den Ladenanbau sowie die Hofgebäude. Das in etwa zeitgleich mit dem leider abgebrochenen Nachbarhaus Nummer 76 entstandene Gebäude besitzt eine strenge, mit zehn Achsen ungewöhnlich breite verputzte Fassade mit Gliederungselementen aus Kunststein sowie ehemals Stuckdekor, vor allem in der mittleren Etage und am Traufgesims, erhalten ist der Fassadenschmuck komplett am Giebel. Von besonderem Interesse die ehemals zahlreich erhaltenen und heute leider überstrichenen historischen Firmenwerbungen am Giebel (der Ladenanbau ist kein Denkmal). Teile der historistischen Ausstattung des dreispännigen Mietshauses sind erhalten, unter anderem auch die Ladenfront und die Eingangstür. Baugeschichtlich wertvoller Mietwohnungsbau in interessanter städtebaulicher Lage. LfD/2015, 2016 | 09290759 |
| Direkt Bild zu diesem Denkmal hochladen | Wohnhaus einer Gärtnerei | Zweinaundorfer Straße 80 (Karte)                       | Ende 19. Jh. (Gartenhaus) | Putzfassade, heute in der Stadtgärtnerei gelegen, erbaut für die bekannte Leipziger Gärtnerei Hanisch (»Blumen-Hanisch«), ortsentwicklungsgeschichtlich und personengeschichtlich von Bedeutung | 09264505 |
| Direkt Bild zu diesem Denkmal hochladen | Denkmal für die Gefallenen des Ersten Weltkrieges | Zweinaundorfer Straße 87 (Karte)                       | 1920 (Gefallenendenkmal) | Kriegerdenkmal des Kleingartenvereins Anger-Crottendorf, ortsgeschichtlich von Bedeutung, Erinnerungswert Auch einige Männer des am 1. Januar 1897 in das Vereinsregister eingetragenen “Gartenvereins Leipzig-Anger-Crottendorf e. V.” kehrten von den Schlachtfeldern des Weltkrieges 1914–1918 nicht zurück. Ihrem Andenken wurde eine einfache kleine Anlage gewidmet, die wohl um 1920 an der Festwiese eingeweiht wurde – ganz in Nähe des zwischen Februar und Mai des Jahres 1909 erbauten Vereinshauses. Ein überlebensgroßer Findling mit Inschrift und eingemeißeltem Eisernen Kreuz erhebt sich inmitten eines kleinen Hügels aus unbearbeiteten Natursteinen. Geschichts- und Zeugniswert. LfD/2013 | 09304372 |